# Universidade Federal do Rio de Janeiro
A Universidade Federal do Rio de Janeiro (UFRJ), anteriormente denominada Universidade do Brasil, é uma universidade pública federal do Brasil e um centro de referência em ensino, pesquisa e extensão universitária no país e na América Latina, figurando entre as melhores do mundo.
Em termos de produção científica, artística e cultural, é reconhecida nacional e internacionalmente, graças ao desempenho dos pesquisadores e das avaliações levadas a efeito por agências externas. Em 2025, o Ranking da Center for World University (CWUR) classificou a UFRJ como a melhor universidade federal brasileira, bem como a segunda melhor universidade do país e a terceira melhor da América Latina. No mesmo estudo, a UFRJ foi a melhor universidade do Brasil no quesito de qualidade da educação. Já no QS World University Rankings, a UFRJ também figura como a melhor universidade federal brasileira, a terceira melhor universidade do país, a quarta entre as instituições da América Latina e trecentésima quarta (304º) do mundo.
Primeira instituição oficial de ensino superior do Brasil, possui atividades ininterruptas desde 1792, com a fundação da Real Academia de Artilharia, Fortificação e Desenho, da qual descende a atual Escola Politécnica. Por ser a primeira universidade federal criada no país em 1920, serviu como modelo para as demais. Além dos 176 cursos de graduação e 345 de pós-graduação, compreende e mantém 19 museus, com destaque para o Museu Nacional de Belas Artes, o Museu Nacional, nove unidades hospitalares, uma editora, 1.456 laboratórios e 43 bibliotecas. Sua história e sua identidade se confundem com o percurso do desenvolvimento brasileiro em busca da construção de uma sociedade moderna, competitiva e socialmente justa.
A universidade está localizada principalmente na cidade do Rio de Janeiro, com atuação em outros dez municípios; incluindo quatro campi físicos nas cidades de Duque de Caxias e Macaé. Seus principais campi são o histórico campus da Praia Vermelha e a Cidade Universitária, que abriga o Parque Tecnológico da UFRJ — um complexo de desenvolvimento da ciência, tecnologia e inovação. Há também diversas unidades isoladas na capital fluminense: a Escola Superior de Música, a Faculdade Nacional de Direito, o Instituto de Filosofia e Ciências Sociais e o Instituto de História.
Dentre os ex-alunos célebres, destacam-se 29 ministros na história do  Supremo Tribunal Federal (STF); os engenheiros e líderes políticos André Rebouças, Paulo de Frontin, Amaral Peixoto, Hélio de Almeida, Benjamin Constant e Francisco Pereira Passos; os economistas Carlos Lessa e Mário Henrique Simonsen; o arquiteto Oscar Niemeyer; o filósofo e político Roberto Mangabeira Unger; o educador Anísio Teixeira; o matemático Artur Avila; os escritores Clarice Lispector, Jorge Amado e Vinicius de Moraes; além dos políticos e historiadores Oswaldo Aranha, Pedro Calmon, além dos grandes médicos Carlos Chagas, Carlos Chagas Filho, Oswaldo Cruz e Vital Brazil.

## História

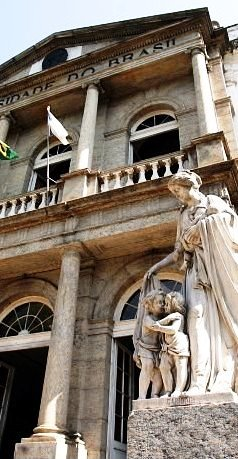
Palácio Universitário, construído em 1842 no estilo neoclássico. Em destaque, a estátua da deusa Filofrósine.

### Criação
A Universidade Federal do Rio de Janeiro é descendente direta dos primeiros cursos de ensino superior do Brasil. Criada em 7 de setembro de 1920 através do Decreto 14 343 pelo então presidente Epitácio Pessoa, a instituição recebeu o nome de "Universidade do Rio de Janeiro". Sua história, porém, é bem mais antiga e confunde-se com a própria história do desenvolvimento cultural, econômico e social brasileiro; muitos dos seus cursos vêm da época da implantação do ensino de nível superior no país.
No início, ela reuniu a Escola Politécnica, que era oriunda da Real Academia de Artilharia, Fortificação e Desenho criada em 17 de dezembro de 1792 no reinado da rainha portuguesa Dona Maria I, a Faculdade Nacional de Medicina, criada em 2 de abril de 1808 pelo príncipe regente Dom João VI com o nome de "Academia de Medicina e Cirurgia" e a Faculdade Nacional de Direito, resultante da fusão da "Faculdade de Ciências Jurídicas e Sociais" com a "Faculdade Livre de Direito", ambas reconhecidas pelo Decreto 639, de 31 de outubro de 1891.
A essas unidades iniciais, progressivamente foram-se somando outras, tais como a Escola Nacional de Belas Artes, a Faculdade Nacional de Filosofia, e diversos outros cursos que sucederam àqueles pioneiros. Com isso, a Universidade do Rio de Janeiro representou papel fundamental na implantação do ensino de nível superior no país. A criação da Universidade do Rio de Janeiro veio cumprir, pois, uma aspiração da intelectualidade brasileira desde os tempos da colônia. A tradição de seus cursos pioneiros deu-lhe o papel de celeiro dos professores que implantaram os demais cursos de nível superior no Brasil.

### Reestruturação

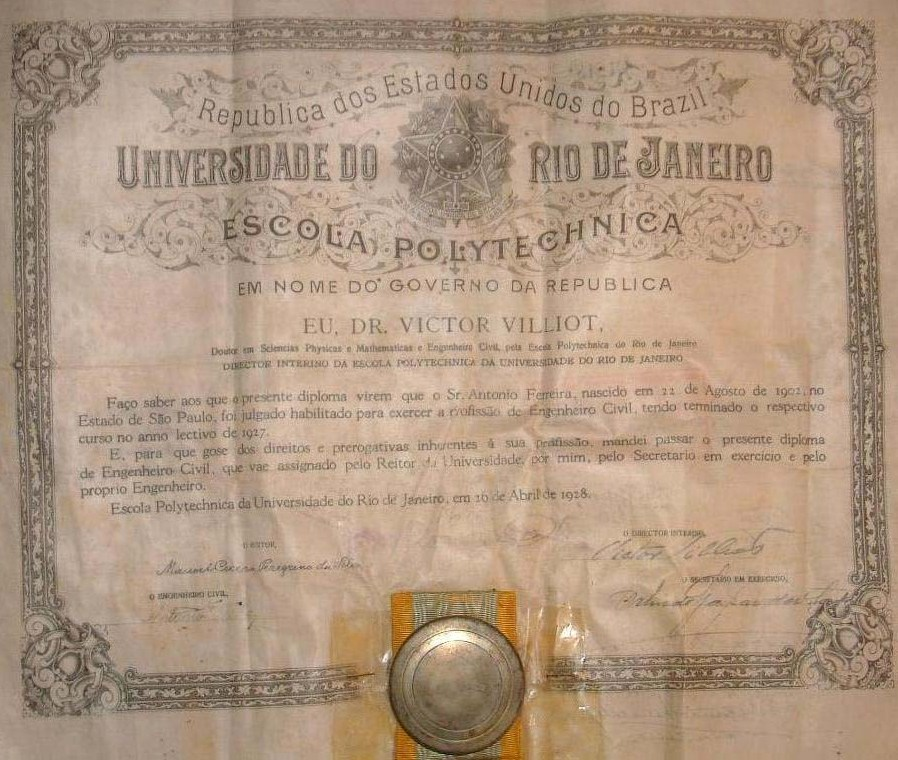
Diploma conferido em 1928 pela "Universidade do Rio de Janeiro"

Após desvelada uma grande reestruturação promovida pelo ministro Gustavo Capanema em 1937, durante o governo Vargas, passou a ser chamada de Universidade do Brasil, com o objetivo do governo de controlar a qualidade do ensino superior no país e, dessa forma, padronizar o ensino, criando o padrão ao qual as outras universidades brasileiras deveriam ser adaptar. Este fato demonstra a forte influência da concepção francesa de universidade, em que as escolas componentes são isoladas, tendo um caráter de ensino especialista e profissionalizante com forte controle estatal, ao contrário do modelo alemão, observado, por exemplo, na Universidade de São Paulo, criada em 1934.
O início da segunda metade do século XX marcou a institucionalização da pesquisa na universidade, com a consequente implantação de institutos de pesquisa, docência em regime de tempo integral, formação de equipes docentes altamente especializadas e estabelecimento de convénios com agências financiadoras nacionais e internacionais.

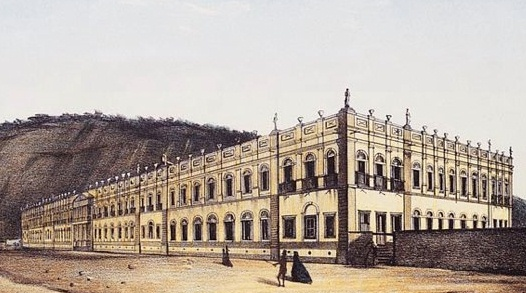
O prédio do atual Palácio Universitário no século XIX, período em que foi sede do Hospício Pedro II. O edifício foi doado somente em 1949 para a Universidade do Brasil.

O ano de 1958, do sesquicentenário do curso de medicina, encontrou a comunidade universitária com profundos e urgentes anseios de reforma estrutural que implicasse mais acentuada participação de docentes e discentes e aproveitamento mais racional de recursos. Iniciou-se um processo amplo de debates e consultas, consubstanciado no anteprojeto de reforma da Universidade do Brasil que, prontamente absorvido pela comunidade científica, serviu de base a projetos de instalação de novas universidades e atingiu os meios de comunicação e esferas decisórias governamentais.
Em 1965, a universidade ganharia seu nome atual sob o governo de Castelo Branco, seguindo a padronização dos nomes das universidades federais de todo o país, ocasião em que adquiriu plena autonomia financeira, didática e disciplinar.
Desencadeado o processo de reforma universitária, que teve seu marco mais significativo no Decreto 53, de 18 de novembro de 1966, a universidade teve aprovado seu plano de reestruturação, que visava à sua adequação às normas então editadas, aprovado por decreto de 13 de março de 1967. Trata-se de uma situação auspiciosa, sob todos os aspectos, sobretudo considerando a ausência de tradição, absolutamente compreensível em países de história recente, como é o caso do Brasil.

### Atualidade

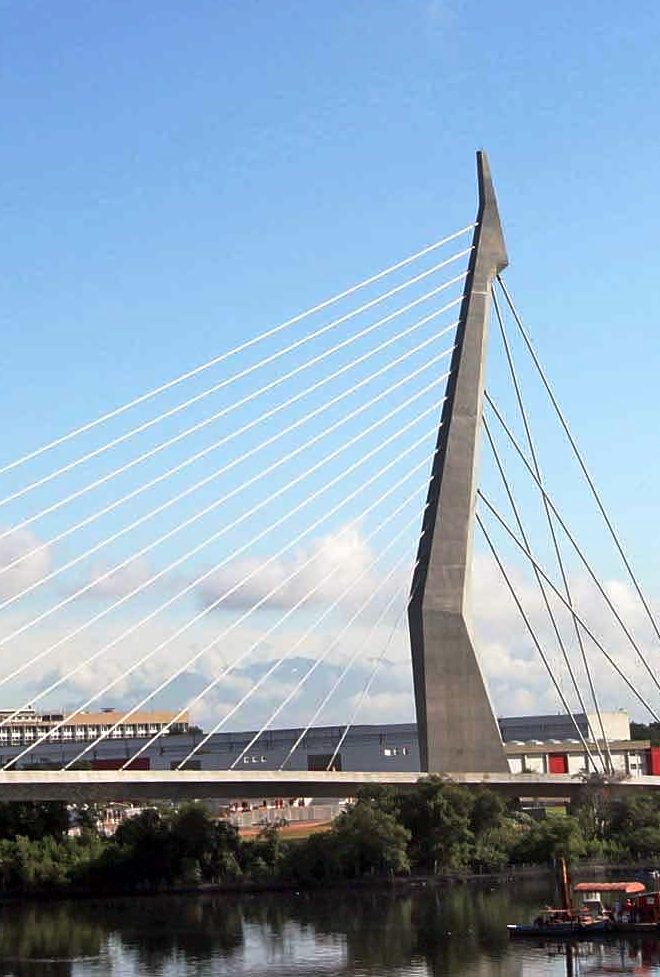
A Ponte do Saber é uma das principais formas de saída da ilha em que se encontra a [[
Cidade Universitária (Rio de Janeiro)|Cidade Universitária]]

A universidade vem mantendo abertas suas portas aos estrangeiros que têm vindo trazer ou buscar ensinamentos, bem como proporcionando a seus docentes estágios em outros centros, em diferentes áreas. O acentuado intercâmbio com outras instituições possibilita a formação de tendências reformistas em perfeita coexistência com o peso de sua tradição.
A universidade adota a deusa romana Minerva em sua identidade institucional, considerada a deusa das artes e de todos os ofícios, também é associada como deusa da sabedoria e do conhecimento. Diversas esculturas deste símbolo podem ser vistas nas entradas dos centros e órgãos que compõe a universidade.
No ano 2000, a reitoria entrou com um pedido na Justiça Federal com o objetivo de voltar a ter o direito da universidade chamar-se "Universidade do Brasil", pois esse nome havia sido modificado por um decreto emitido durante a Ditadura Militar. Esse pedido foi deferido e, atualmente, se é possível utilizar os dois nomes para designar a universidade.
Existe um ambicioso programa de cursos de extensão através do qual o raio de ação foi ampliado consideravelmente por meio da educação permanente e da oferta de cursos à comunidade, envolvendo os mais diversos atores, dos mais diferentes níveis de escolaridade. Além disso, cumpre destacar a notável contribuição da universidade à saúde do Rio de Janeiro, concretizada com o oferecimento de mil leitos hospitalares, em nove hospitais universitários, apoiando, decisivamente, a rede de atendimento em saúde no estado do Rio de Janeiro.
Em 2010, a instituição obteve o conceito "muito bom", alcançando a nota máxima no Índice Geral de Cursos do Ministério da Educação. É notável que, nesta universidade, tenha se difundido o célebre pensamento de um dos seus mais importantes pesquisadores, Carlos Chagas Filho:

Na universidade se ensina porque se pesquisa.— Carlos Chagas Filho

## Organização

### Administração

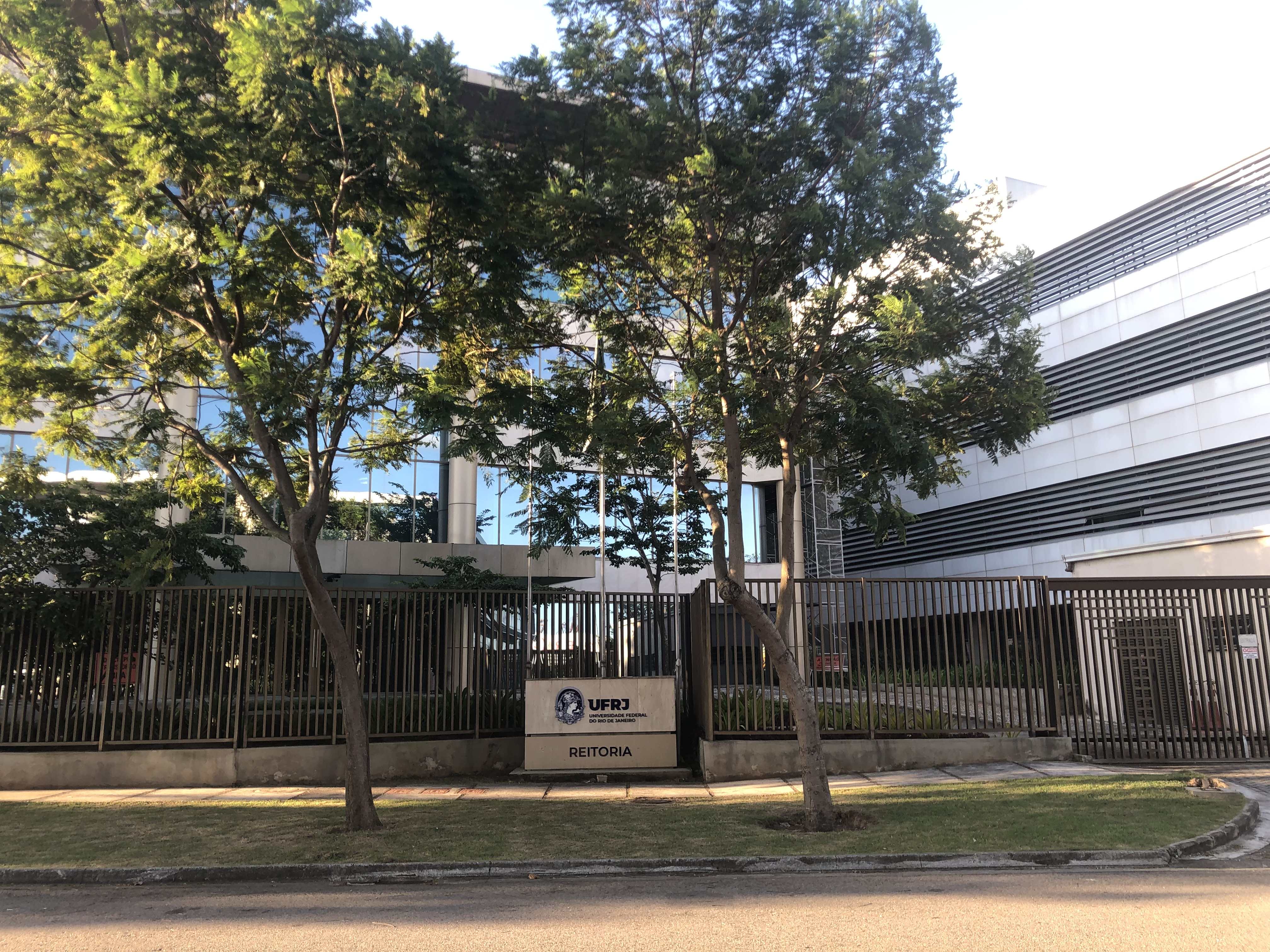
Sede da reitoria em prédio de arquitetura contemporânea, situada no Parque Tecnológico da Cidade Universitária.

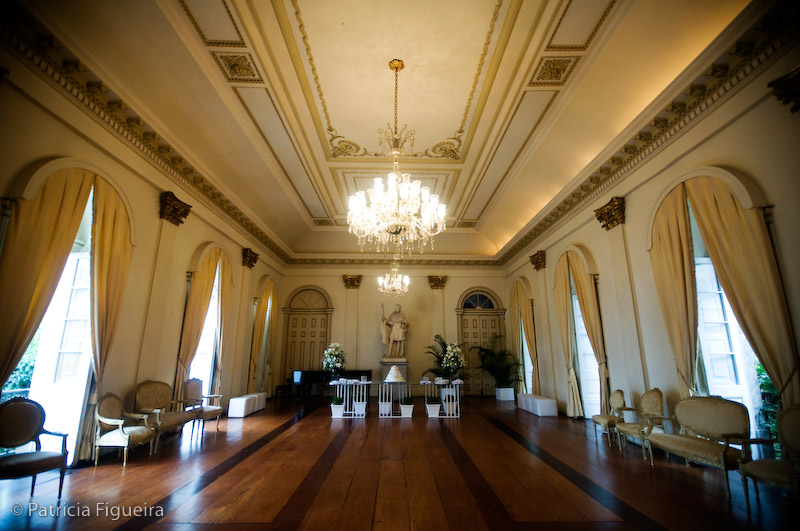
Salão Dourado do Palácio Universitário, espaço de importantes eventos

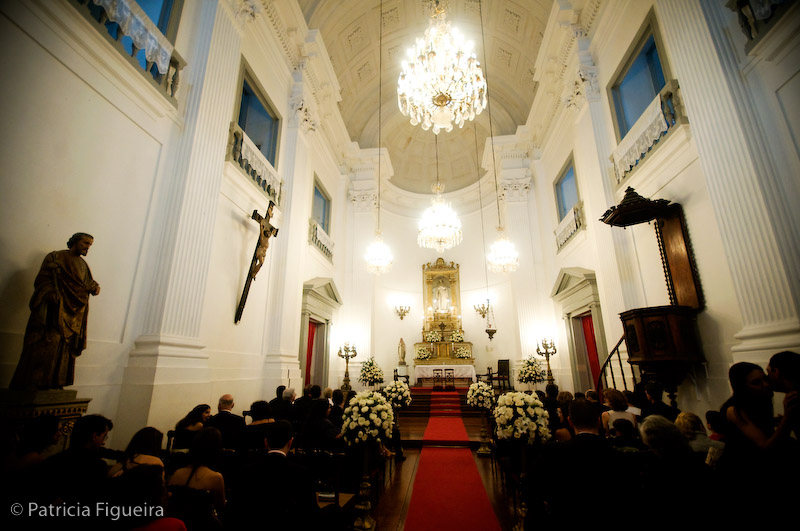
Interior da Capela de São Pedro de Alcântara no Palácio Universitário.

A Universidade Federal do Rio de Janeiro é uma autarquia, de direito público, vinculada ao Ministério da Educação.
A administração universitária é formada por conselhos superiores, sendo eles: o Conselho Universitário, órgão máximo deliberativo cujo presidente é o reitor; o Conselho de Curadores, órgão deliberativo responsável pelo controle do movimento financeiro e patrimonial da universidade que também possui como presidente o reitor; o Conselho de Ensino de Graduação), órgão colegiado responsável pelos atos acadêmicos e de acesso à graduação, seu presidente é o pró-reitor de graduação; o Conselho de Ensino para Graduados, órgão colegiado responsável pelas atividades de pesquisa e pós-graduação, presidiado pelo pró-reitor de pós-graduação e pesquisa; e Conselho de Extensão Universitária (Ceu), é o órgão deliberativo sobre quaisquer assuntos relacionados à Extensão Universitária e às suas políticas institucionais, sendo presidido pelo(a) Pró-Reitor(a) de Extensão. O CEU foi criado em sessão especial do Conselho Universitário (CONSUNI) de 30 de maio de 2018, tendo seu Regimento, que define a sua composição e atribuições, aprovado em 03 de fevereiro de 2020.
A instituição é dirigida por um reitor auxiliado por um vice-reitor e seis pró-reitores. O reitor é escolhido e nomeado pelo ministro da Educação a partir duma lista tríplice composta por candidatos indicados através de eleições realizadas a cada quatro anos. Em geral, o ministro respeita a decisão da comunidade acadêmica, escolhendo o primeiro colocado.
No dia 8 de junho de 2019, Denise Pires de Carvalho, tornou-se a primeira mulher a assumir a reitoria da universidade.
As pró-reitorias que compõem a administração universitária são as seguintes: Pró-reitoria de Graduação, Pró-reitoria de Pós-Graduação e Pesquisa, Pró-reitoria de Planejamento e Desenvolvimento, Pró-reitoria de Pessoal, Pró-reitoria de Extensão, Pró-reitoria de Gestão e Governança e a Pró-reitoria de politicas estudantis. Com o papel de órgãos de execução, há as seguintes superintendências: Superintendência Geral de Graduação, Superintendência Geral de Pós-Graduação e Pesquisa, Superintendência Geral de Planejamento e Desenvolvimento, Superintendência Geral de Finanças, Superintendência Geral de Pessoal, Superintendência Geral de Extensão, Superintendência Geral de Gestão e Controle, Superintendência Geral de Governança, Superintendência Geral de Tecnologia da Informação e Comunicação Gerencial e a Superintendência Geral de Atividades Fora da Sede.

### Reitores ilustres

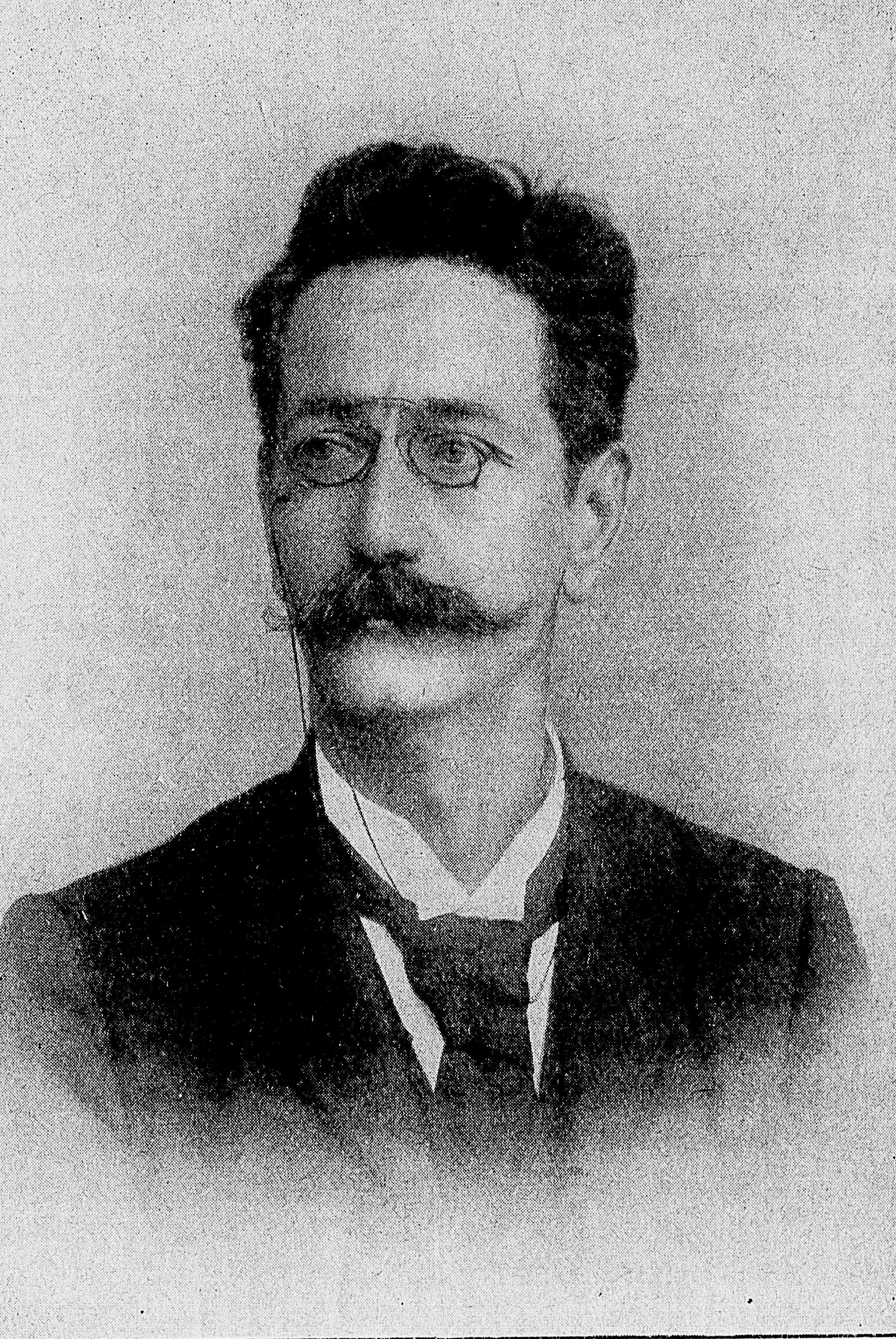
Ramiz Galvão, médico, professor, filólogo, biógrafo, orador e o primeiro reitor da instituição.

Egrégios nomes já ocuparam o posto de reitor da UFRJ, dentre eles: o médico Benjamin Franklin Ramiz Galvão, primeiro reitor da universidade e ex-membro da Academia Brasileira de Letras (ABL); o médico Raul Leitão da Cunha; o ex-ministro da Educação e Saúde Pedro Calmon; o também imortal da ABL Deolindo Couto; o ex-ministro da Educação Raymundo Augusto de Castro Moniz de Aragão; e o economista Carlos Lessa, ex-presidente do Banco Nacional de Desenvolvimento Econômico e Social (BNDES).

### Números

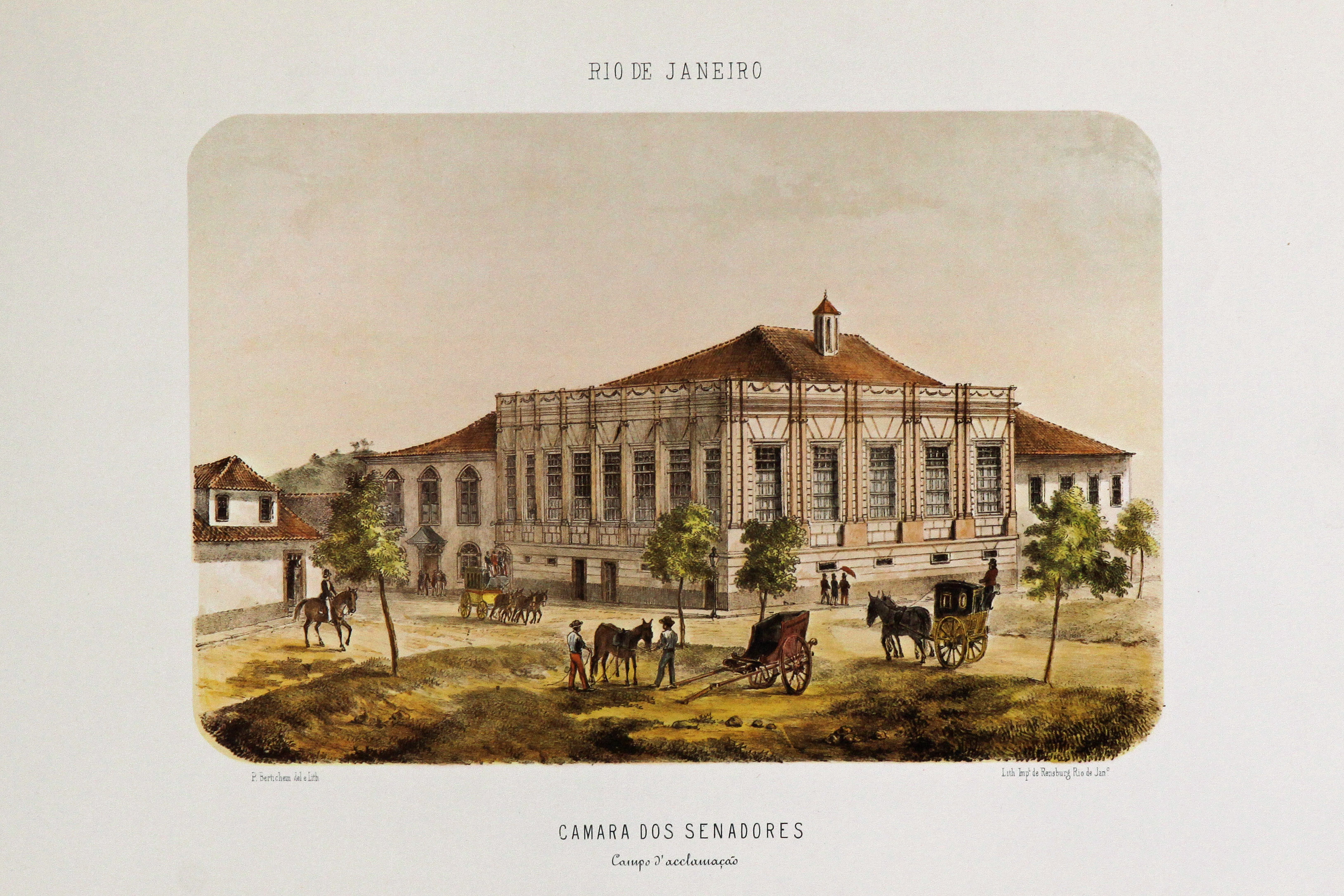
Câmara dos Senadores no Campo da Aclamação, por P. G. Bertichem. O Palácio do Conde dos Arcos, prédio onde fora instalado o Senado brasileiro até 1925 e atualmente abriga a Faculdade Nacional de Direito da UFRJ.

De acordo com seu anuário estatístico (2013), ao todo, a universidade possui 52 unidades e órgãos suplementares, cada vinculado a um dos seis centros. Seu corpo discente é composto por 48 454 estudantes de graduação com matrículas ativas em cursos presenciais e 7 333 em cursos a distância, tendo 5 381 graduados/ano; já na pós-graduação são 5 389 alunos de mestrado acadêmico, 615 de mestrado profissional e 5 538 de doutorado. De um total de 3 735 docentes ativos, 2 982 são doutores, 78 pós doutores, 575 mestres e 48 especialistas. Ademais, o Colégio de Aplicação possui cerca de 760 alunos matriculados.

### Patrimônio

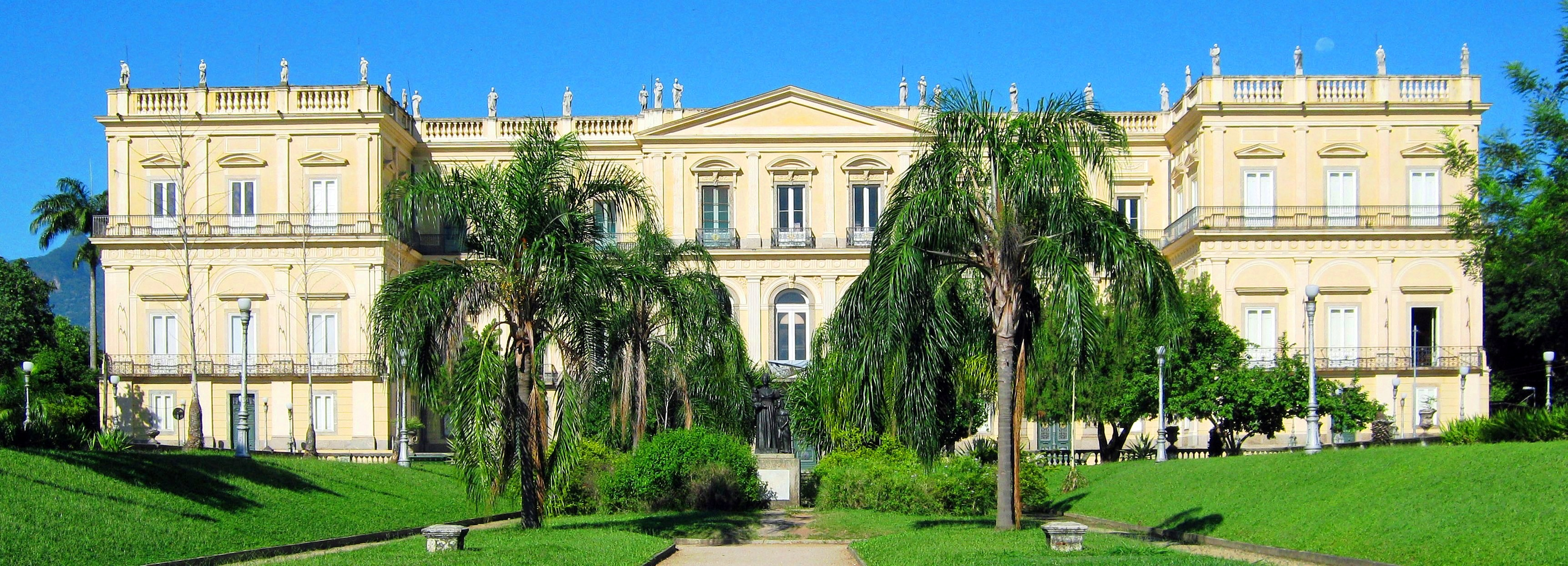
O Museu Nacional é um dos principais patrimônios, não só da UFRJ, bem como da sociedade brasileira.

A principal estrutura da UFRJ está na Cidade Universitária (5 238 337,82 m²), localizada na Ilha do Fundão, no entanto, o câmpus da Praia Vermelha (100 976,90 m²) ainda concentra diversas unidades e órgãos suplementares. Há ainda o Instituto de Filosofia e Ciências Sociais, o Instituto de História, a Faculdade Nacional de Direito, o Observatório do Valongo, a Escola de Música, a Casa do Estudante Universitário e o Museu Nacional (53 276,40 m²). Sendo unidades de saúde isoladas: Maternidade-Escola, Hospital Escola São Francisco de Assis e Escola de Enfermagem Anna Nery. A UFRJ possui além do câmpus de Macaé e do Polo Avançado de Xerém, terrenos na Avenida Chile na capital fluminense (8 550 m²), em Itaguaí (149 869,18 m²), em Jacarepaguá (Fazenda Vargem Grande com 10 000 m²), em Arraial do Cabo e em Santa Teresa, uma reserva biológica exclusiva para pesquisa (1 560 000 m²).

## Estrutura
A estrutura da Universidade Federal do Rio de Janeiro é formada pelos seis centros universitários, juntamente ao Escritório Técnico da Universidade, ao Fórum de Ciência e Cultura (FCC) e a Prefeitura da Cidade Universitária. Cada centro é formado por unidades e órgãos suplementares que desempenham atividades de ensino, pesquisa e extensão em áreas afins do conhecimento. Estão representados abaixo as unidades universitárias e os órgãos suplementares agrupados de acordo com os seus respectivos centros.
| Unidades universitárias * Centro de Ciências da Saúde - Escola de Educação Física e Desportos (EEFD) - Escola de Enfermagem Anna Nery (EEAN) - Faculdade de Farmácia (FF) - Faculdade de Medicina (FM) - Faculdade de Odontologia (FO) - Instituto de Biologia (IB) - Instituto de Ciências Biomédicas (ICB) - Instituto de Estudos em Saúde Coletiva (IESC) - Instituto de Microbiologia Paulo de Góes (IMPG) - Instituto de Nutrição Josué de Castro (INJC) * Centro de Tecnologia - Escola de Química (EQ) - Escola Politécnica (Poli) * Centro de Ciências Matemáticas e da Natureza - Instituto de Física (IF) - Instituto de Geociências (IGeo) - Instituto de Matemática (IM) - Instituto de Química (IQ) - Observatório do Valongo (OV) * Centro de Ciências Jurídicas e Econômicas - Faculdade de Administração e Ciências Contábeis (FACC) - Faculdade de Direito (FND) - Instituto de Economia (IE) * Centro de Filosofia e Ciências Humanas - Escola de Comunicação (ECO) - Faculdade de Educação (FE) - Instituto de Filosofia e Ciências Sociais (IFCS) - Instituto de História (IH) * Centro de Letras e Artes - Escola de Belas Artes (EBA) - Escola de Música (EM) - Faculdade de Arquitetura e Urbanismo (FAU) - Faculdade de Letras (FL) | Órgãos suplementares * Centro de Ciências da Saúde - :Instituto de Atenção à Saúde São Francisco de Assis (HESFA) - Instituto de Biofísica Carlos Chagas Filho (IBCFF) - Instituto de Bioquímica Médica (IBqM) - Instituto do Coração Edson Abdalla Saad (ICEAS) - Instituto de Doenças do Tórax (IDT) - Instituto de Ginecologia (IG) - Instituto de Neurologia Deolindo Couto (INDC) - Instituto de Pesquisas de Produtos Naturais Walter Mors (IPPN) - Instituto de Psiquiatria (IPUB) - Instituto de Puericultura e Pediatria Martagão Gesteira (IPPMG) - Hospital Universitário Clementino Fraga Filho (HUCFF) - Maternidade-Escola (ME) - Núcleo em Ecologia e Desenvolvimento Sócio-Ambiental de Macaé (NUPEM) - Núcleo de Biologia Estrutural e Bioimagem (CENABIO) - Núcleo de Tecnologia Educacional para a Saúde (NUTES) * Centro de Tecnologia - :Instituto Alberto Luiz Coimbra de Pós-Graduação e Pesquisa em Engenharia (COPPE) - Instituto de Macromoléculas Professora Eloisa Mano (IMA) - Núcleo Interdisciplinar para o Desenvolvimento Social (NIDES) * Centro de Ciências Matemáticas e da Natureza - :Instituto Tércio Pacitti de Aplicações e Pesquisas Computacionais (NCE) * Centro de Ciências Jurídicas e Econômicas - :Instituto de Pesquisa e Planejamento Urbano e Regional (IPPUR) - Instituto de Pós-Graduação e Pesquisa em Administração (COPPEAD) * Centro de Filosofia e Ciências Humanas - :Colégio de Aplicação (CAp) - Núcleo de Estudos de Políticas Públicas em Direitos Humanos (NEPP-DH) * Fórum de Ciência e Cultura - Museu Nacional (MN) - Colégio Brasileiro de Altos Estudos (CBAE) - Editora UFRJ - Sistema de Bibliotecas e Informação (SiBI) - Casa da Ciência - Centro Cultural de Ciência e Tecnologia - Universidade da Cidadania - Sistema de Museus, Acervos e Patrimônio Cultural - Núcleo de Rádio e TV |

### Centros universitários

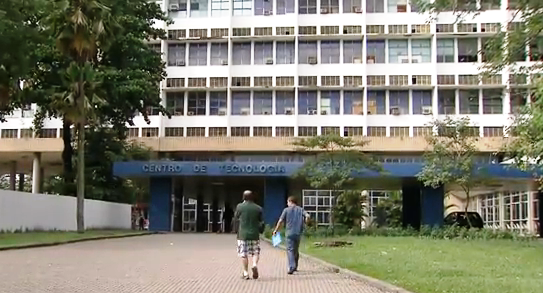
É no bloco A do Centro de Tecnologia em que estão sediados o Instituto de Química e o Instituto de Física.

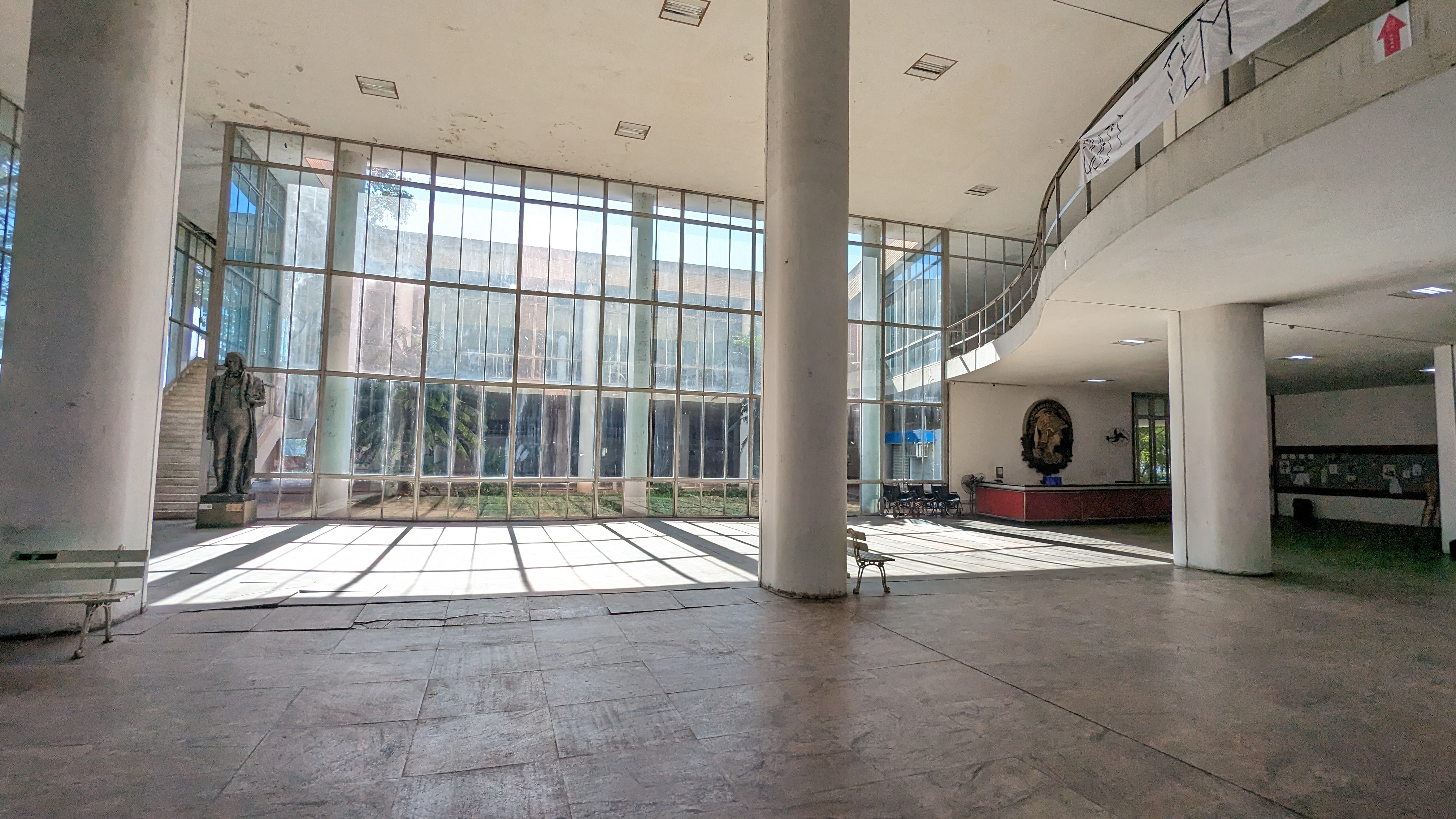
O edifício Jorge Machado Moreira, em arquitetura moderna, abriga a Escola de Belas Artes e a Faculdade de Arquitetura e Urbanismo.

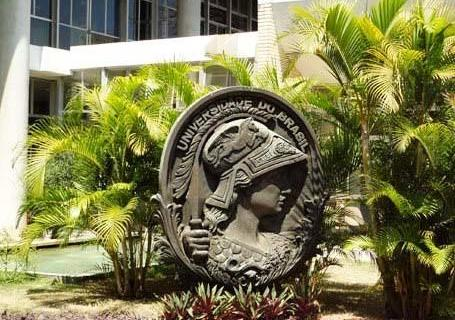
Jardim do Centro de Tecnologia

- Centro de Ciências da Saúde (CCS): é o maior centro da universidade, sendo envolvido em atividades e pesquisas de ponta relacionadas às biociências. Ao todo, reúne dez unidades e 14 órgãos suplementares: três hospitais, três núcleos, duas escolas, três faculdades e 13 institutos. As atividades do CCS são desenvolvidas principalmente em seu prédio na Cidade Universitária, porém há unidades na Praia Vermelha, no Centro do Rio de Janeiro, em Macaé e no Polo Avançado de Xerém.[63]
- Centro de Tecnologia (CT): é segundo maior centro da universidade compreendendo duas escolas de engenharia e três órgãos suplementares, situados na Cidade Universitária. O CT também possui duas incubadoras de empresas e uma fundação voltada a estudos tecnológicos. As unidades que hoje o compõe já existiam antes de sua criação, tendo histórias e processos de formação próprios. A atuação de suas unidades possui um alto valor para o âmbito tecnológico nacional, visto que é um grande centro de pesquisa e ensino em engenharia.[64]
- Centro de Ciências Matemáticas e da Natureza (CCMN): possui origem na tradicional e importante Faculdade Nacional de Filosofia, é formado por cinco institutos e um observatório. A principal infraestrutura do CCMN está localizada em seu prédio na Cidade Universitária. O Instituto de Química e o Instituto de Física estão localizados no bloco A do CT e o Instituto de Matemática está localizado no bloco C do CT, apesarem de serem unidades do CCMN. Já o Observatório do Valongo situa-se próximo à Praça Mauá, no topo do Morro da Conceição, sendo o único, entre as instituições de sua área, a oferecer a graduação em Astronomia.[65]
- Centro de Ciências Jurídicas e Econômicas (CCJE): responsável por desenvolver atividades na UFRJ no âmbito das ciências sociais aplicadas — administração, economia, direito e planejamento urbano. Reúne três unidades universitárias e dois órgãos suplementares: duas faculdades e três institutos, distribuídos pela Cidade Universitária, Praia Vermelha e no Centro do Rio de Janeiro.[66]
- Centro de Filosofia e Ciências Humanas (CFCH): engloba atividades acadêmicas de forma interdisciplinar nas ciências sociais, tendo em vista os processos societários. O CFCH é formado por seis unidades universitárias e dois órgãos suplementares: duas escolas, uma faculdade, três institutos, um núcleo, além do Colégio de Aplicação — suporte para o ensino das licenciaturas. O CFCH possui atividades concentradas no câmpus da Praia Vermelha, apesar de também estar presente no Largo de São Francisco de Paula e na Lagoa.[67]
- Centro de Letras e Artes (CLA): assim como os demais centros, foi criado em 1967, atualmente compreende quatro tradicionais unidades universitárias: duas escolas e duas faculdades, voltadas à arte, à linguagem e à arquitetura. Suas unidades situam-se na Cidade Universitária, à exceção da Escola de Música, localizada no Centro da cidade.[68]
- Instituto de Pós-Graduação e Pesquisa em Administração (COPPEAD): A Escola de Negócios da UFRJ fundada em 1973, localizado em edifício próprio no câmpus Ilha do Fundão da UFRJ, é a única escola de negócios associada a uma universidade pública brasileira que detém certificação internacional, cujo mestrado, público e gratuito, é o único da América Latina listado entre os 100 melhores do mundo pelo ranking do prestigioso jornal inglês Financial Times.

### Unidades e órgãos suplementares
As unidades e os órgãos suplementares são de dois tipos: escolas ou faculdades — destinadas à formação profissional, à pesquisa e à extensão — e institutos — destinados à realização da pesquisa básica, à extensão e ao ensino em uma área fundamental do conhecimento; há ainda alguns núcleos de pesquisa, concebidos também como órgãos suplementares. Assim como na maioria das universidades brasileiras, as unidades e órgãos suplementares fragmentam-se em departamentos. Em geral, as unidades coordenam alguns cursos de graduação e pós-graduação, e os departamentos são responsáveis pelas disciplinas, de acordo com suas linhas de pesquisa.

### Bibliotecas, museus e galerias

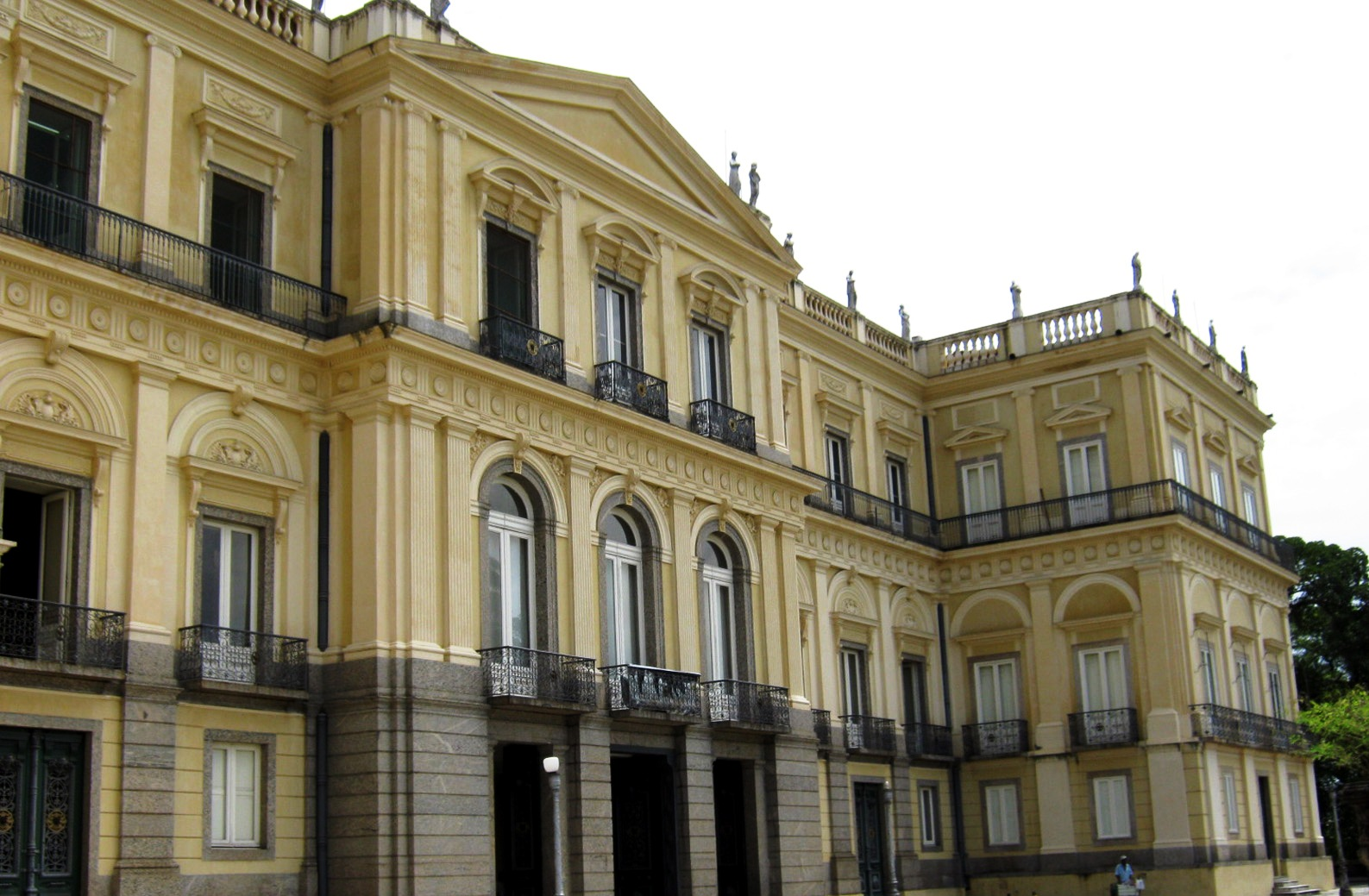
Fachada do Museu Nacional, instalado no local do antigo Paço da Imperial Quinta de São Cristóvão.

Guardando importantes documentos da história não só nacional, como também internacional, as mais de 40 bibliotecas e os museus da UFRJ podem ser considerados fonte primária de consulta dos pesquisadores mais renomados. Em 1983, foi implantado o Sistema de Bibliotecas e Informação (SiBI). Desde então, os alunos contam com um fácil acesso às 43 bibliotecas, que possuem obras em todas as áreas do conhecimento. O sistema de acesso público ao acervo da universidade é feito através da Base Minerva, um banco de dados que integra todas as bibliotecas da universidade.

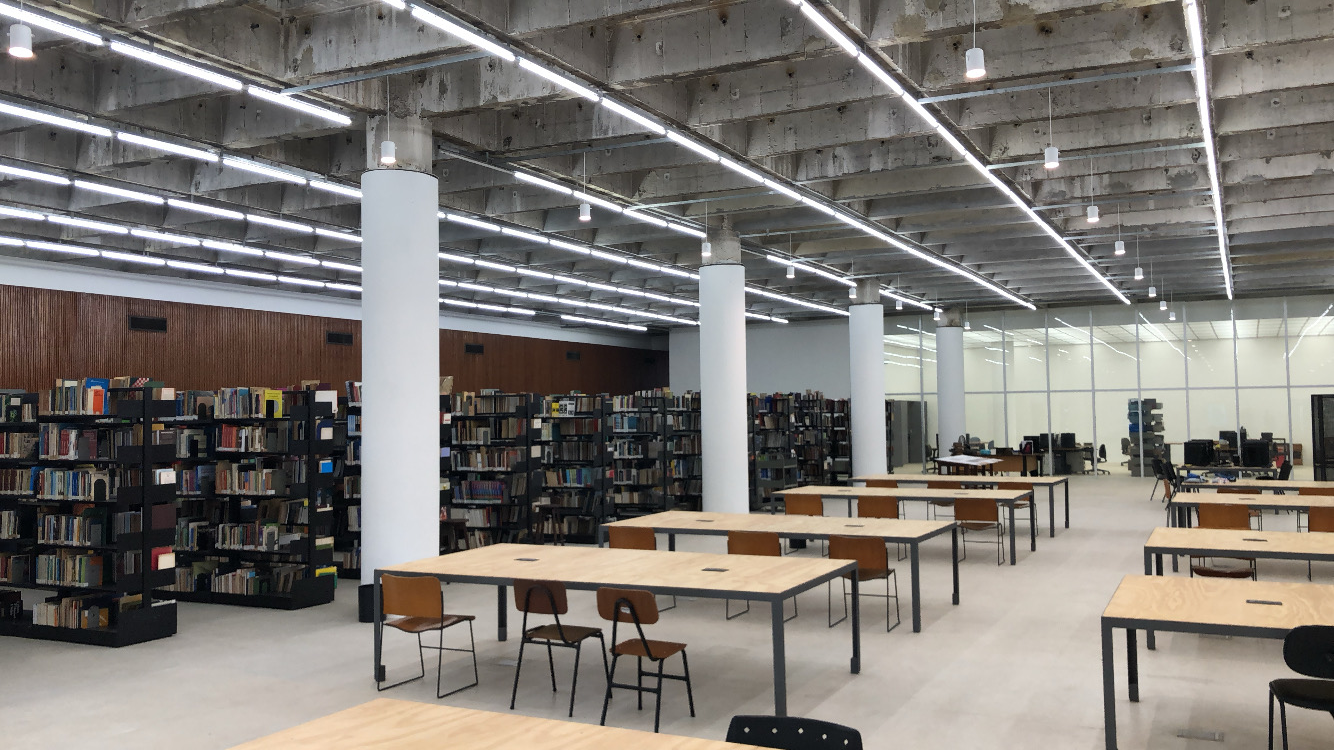
Biblioteca Integrada EBA-FAU-IPPUR, com mais de 90 mil itens, está entre as maiores das Américas em Arquitetura, Artes, Design, Urbanismo e Gestão Pública.

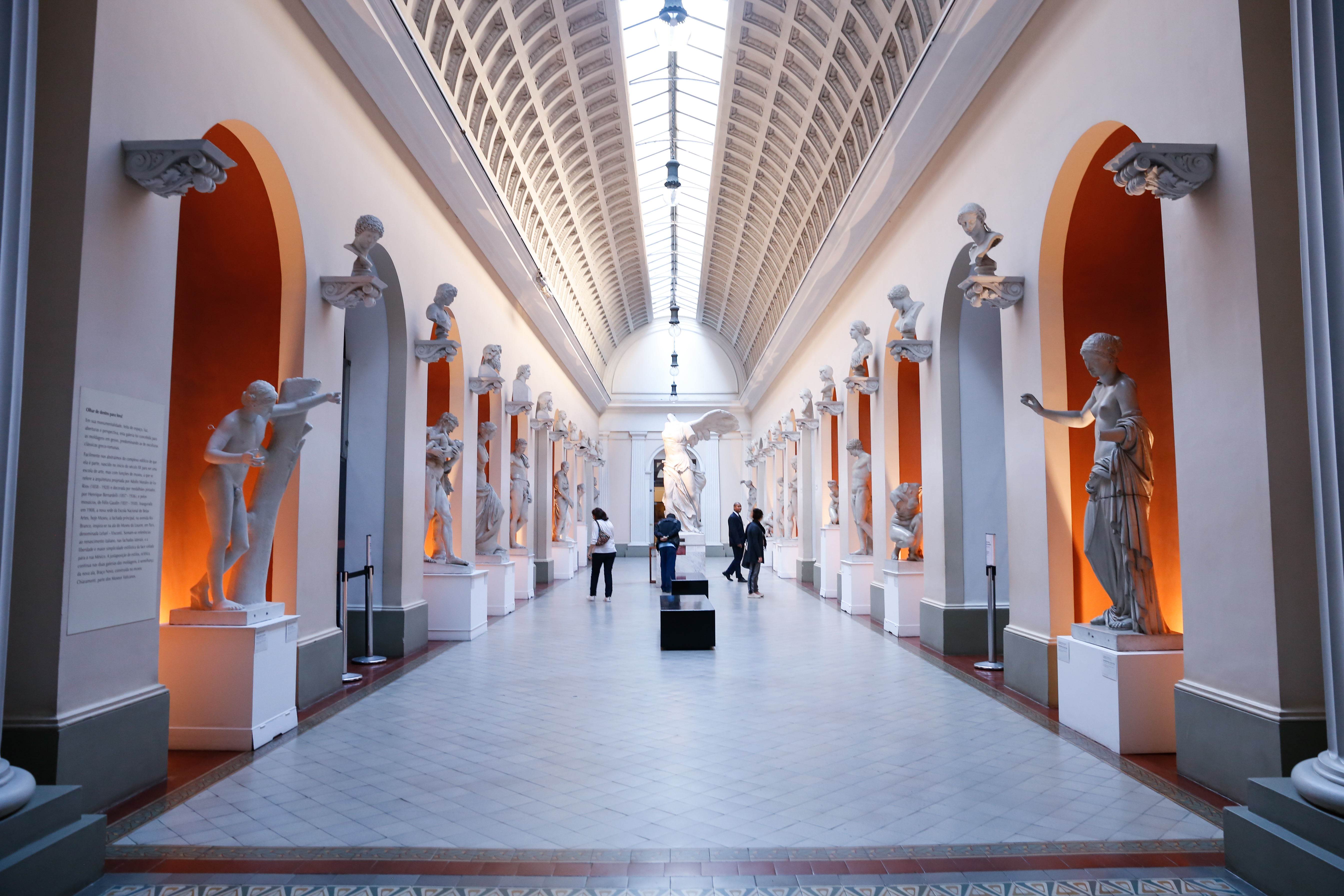
Galeria de Moldagens II do Museu Nacional de Belas Artes, com uma coleção constituída por esculturas moldadas a partir de originais do período clássico, helenístico e romano.

Entre os museus e espaços culturais mais destacados, encontra-se o Museu Nacional de Belas Artes (MNBA), uma das mais importantes instituições culturais do Brasil. Inaugurado em 1937, o museu abriga um vasto acervo de arte brasileira e internacional, composto por mais de 70 mil peças, com ênfase em obras de artistas nacionais do século XIX e início do século XX. Entre as peças mais significativas estão obras de Pedro Américo, conhecido por suas grandes pinturas históricas; Victor Meirelles, com suas representações da Independência do Brasil; Rodolfo Amoedo, conhecido por obras como "Marabá" (1882) e "O Último Tamoio" (1883), que exemplificam sua habilidade em combinar a narrativa histórica com um senso de idealização romântica; Eliseu Visconti, autor de "Giuventù" (1898); e Cândido Portinari, cujas obras retratam aspectos profundos da vida e da cultura brasileira, dentre outros. Situado na Avenida Rio Branco, no coração do Rio de Janeiro, o MNBA ocupa um imponente edifício neoclássico projetado pelo arquiteto espanhol Adolfo Morales de los Ríos, inicialmente planejado para sediar a Escola Nacional de Belas Artes.
Outro destaque é o Museu Nacional, considerado o maior museu de história natural e antropológica da América Latina e a mais antiga instituição científica brasileira. Seu prédio é a antiga residência da família imperial brasileira, no Paço de São Cristóvão. O museu foi criado por Dom João VI em 1818, sendo integrado à universidade somente em 1946. O próprio imperador Dom Pedro II do Brasil, um entusiasta de todos os ramos da ciência, contribuiu com diversas peças de arte egípcia, fósseis e exemplares botânicos, entre outros itens, obtidos por ele em suas viagens. Os laboratórios ocupam boa parte do museu e de alguns prédios erguidos no Horto Botânico, na Quinta da Boa Vista.
Na Cidade Universitária, na Ilha do Fundão, encontra-se o Museu Dom João VI, localizado no 7º andar do Edifício Jorge Machado Moreira (JMM), vinculado à Escola de Belas Artes da UFRJ. Este museu, dedicado à arte e à história do Brasil, desempenha um papel fundamental na preservação e divulgação do patrimônio cultural brasileiro, tendo o seu acervo, iniciado na Academia Imperial de Belas Artes no século XIX, que inclui um grupo significativo de obras. Ao longo do século XX, a coleção foi consideravelmente ampliada, incorporando peças de arte moderna, contemporânea e popular brasileira, decorrente de doações de artistas e colecionadores. Os principais setores da coleção são o Acervo Didático e a Coleção Ferreira das Neves. Além disso, o Museu conta com uma rica biblioteca de obras raras e um arquivo documental que registra toda a sua história administrativa, com livros de matrícula, atas e correspondências.
Em Botafogo, a universidade possui a denominada Casa da Ciência, um centro cultural de ciência e tecnologia que atua desde 1995 na popularização da ciência explorando diversas linguagens, seja no teatro, em exposições, na música, em oficinas, além de técnicas audiovisuais.
Há ainda as galerias Mezanino Artes Visuais-Escultura e a Curto Circuito de Arte Pública, que dispõem de exposições de arte contemporanea e popular abertas ao público gratuitamente, reforçando o compromisso da UFRJ com a democratização da cultura e o fortalecimento e difusão da educação artística no Brasil.

### Complexo hospitalar
A rede médico-hospitalar da universidade é formada por nove órgãos suplementares distribuídos pelos diversos campi. Estima-se que as unidades hospitalares realizem um total de 566 410 atendimentos, 8 293 cirurgias e 18 555 internações por ano.

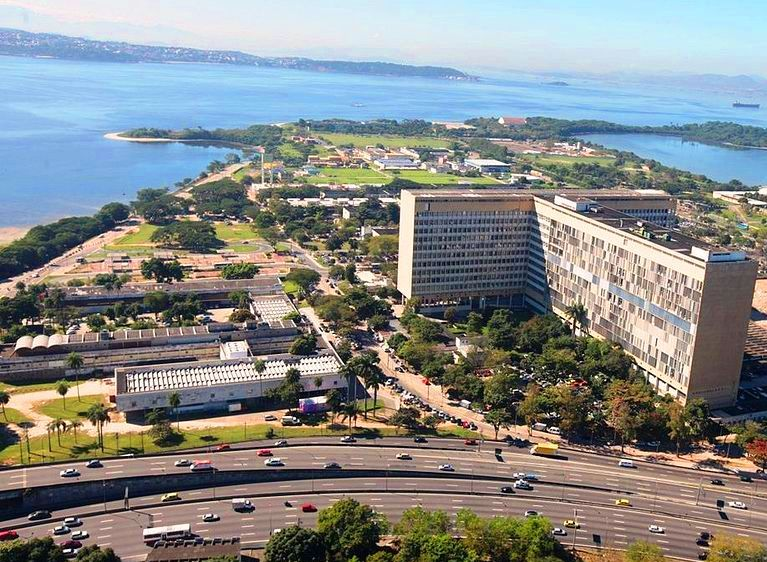
Acesso ao Hospital Universitário Clementino Fraga Filho através da Via Expressa Presidente João Goulart (Linha Vermelha) que corta a porção norte da Cidade Universitária.

- Hospital Universitário Clementino Fraga Filho (HUCFF): criado em 1978, é a principal instituição hospitalar da universidade. Ocupa uma área de 110 000 metros quadrados, sendo referência nacional e internacional em procedimentos de alta complexidade.[85]
- Instituto de Atenção à Saúde São Francisco de Assis (HESFA): fundado em meados do século XIX como Hospital Escola e reaberto em 1988 pelo então reitor Luis Renato Caldas. Com um perfil assistencial ambulatorial humanizado, atua nos níveis de baixa e média complexidade, voltado aos pacientes de cuidado continuado e de longa permanência.[86]
- Instituto de Psiquiatria (IPUB): atua como uma unidade modelo em pesquisa, ensino de pós-graduação e como um centro gerador de estudos multidisciplinares no campo da Psiquiatria e Saúde mental na América Latina, sendo destinado ao tratamento de pessoas com transtornos psiquiátricos.[87]
- Instituto de Puericultura e Pediatria Martagão Gesteira (IPPMG): é uma instituição referência no país em puericultura, incorporado à universidade por proposta do professor Joaquim Martagão Gesteira. Desenvolve pesquisas na área materno-infantil e atua na assistência e no ensino da pediatria.[88]
- Instituto de Doenças do Tórax (IDT): foi criado pelo professor Antonio Ibiapina em 1957, estando desde 2000 localizado nas dependências do HUCFF. Promove assistência integral e desenvolve pesquisas na área de doenças respiratórias.[89]
- Instituto de Neurologia Deolindo Couto (INDC): situado no câmpus da Praia Vermelha, desenvolve atividades, pesquisas, ensino e assistência nos campos da neurologia e neurocirurgia.[90]
- Instituto de Ginecologia (IG): foi criado em 1947 e está localizado no Hospital Moncorvo Filho. Destaca-se por possuir o serviço de radioterapia, fundamental na oncologia ginecológica.[91]
- Instituto do Coração Edson Saad (ICES): foi criado em 2003 para desenvolver pesquisas de alto padrão nas áreas de cardiologia e cirurgia vascular. O instituto iniciou suas atividades a partir de antigos departamentos do HUCFF e da Faculdade de Medicina.[92]
- Maternidade-Escola (ME): foi criada em 1904 para assistir às gestantes e às crianças recém-nascidas das classes desfavorecidas do estado do Rio de Janeiro. É pioneira no uso de métodos como ultrassonografia e a dopplerfluxometria no Brasil.[93]

## Alunos

### Ingresso

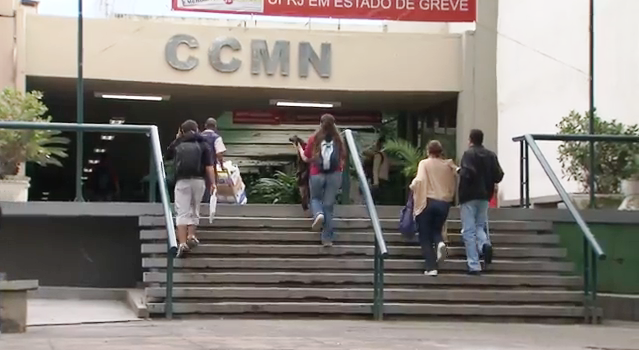
O Centro de Ciências Matemáticas e da Natureza sedia a Coordenação dos Concursos de Acesso aos Cursos de Graduação.

Tal como em outras universidades públicas brasileiras, o ingresso na Universidade Federal do Rio de Janeiro ocorre por meio de concurso público realizado anualmente. Qualquer pessoa que tenha concluído o ensino médio pode candidatar-se a uma das vagas oferecidas. O ingresso também é possível por meio da transferência externa, por isenção de vestibular (reingresso) e através de convênios internacionais.
Até o final da década de 1980, o concurso era realizado através do vestibular unificado da Fundação Cesgranrio. Por discordar da metodologia utilizada para avaliar os estudantes — em que as provas consistiam quase exclusivamente de questões de múltipla-escolha —, a universidade saiu deste convênio e passou a organizar o seu próprio concurso vestibular, denominado Concurso de Acesso aos Cursos de Graduação. Este era composto somente de questões discursivas, considerado por muitos, um dos vestibulares mais difíceis e exigentes por possuir provas bem elaboradas, em que o candidato deveria discorrer sobre determinado assunto, ao invés de apontar a alternativa correta.
Desde 2010, a universidade vem sendo favorável à utilização do Exame Nacional do Ensino Médio (Enem) para seleção de candidatos. Dessa forma, expandiu cada vez mais sua participação no Exame, até que, em 2011, decide extinguir o seu Concurso de Acesso e passa a utilizar somente os resultados do Enem, selecionando candidatos através do Sistema de Seleção Unificada (SiSU) do Ministério da Educação. A universidade vem sendo uma das mais disputadas pelos candidatos: no segundo semestre de 2012 obteve 103 829 inscrições, assim sendo a instituição com maior procura no SiSU.
A UFRJ possui ações afirmativas, assim como outras universidades de excelência internacional, implantadas em 2010. Atualmente, 30% das vagas destinam-se à ação afirmativa que possui como critério estudantes da rede pública de todo o país que tenham renda familiar per capita de até um salário mínimo e meio.

### Ex-alunos ilustres
Nesta universidade notáveis profissionais obtiveram sua formação.
- O artista plastico Cândido Portinari.[109]
- A música Acácia Brazil de Mello.[110]
- Os neurocientistas Suzana Herculano-Houzel[111] e Stevens Rehen.[112]
- Os jornalistas Ali Kamel[113] e Fátima Bernardes.[114]
- O arquiteto Oscar Niemeyer.[115]
- O pintor Oscar Araripe.[116]
- O paisagista Roberto Burle Marx.[117]
- Os engenheiros André Rebouças, Alberto Luiz Galvão Coimbra, Carlos Brito (empresário), Expedito Parente, Fábio Coelho, Aïda Espinola,[118] Belkis Valdman,[119] Benjamin Constant,[120] Luiz Bevilacqua,[121] Fernando Lobo Carneiro,[122] Francisco Pereira Passos,[123] Giulio Massarani,[124] Heródoto Bento de Mello,[125] Luiz Pinguelli Rosa ,[126] Maria das Graças Foster,[127] Maurício Botelho, Tércio Pacitti e Paulo de Frontin.[128]
- Os escritores Clarice Lispector,[129] Evandro Lins e Silva,[130] Jorge Amado,[131] Mário Furley Schmidt,[132] Marques Rebelo,[133] Rubem Fonseca.[134] e Ana Maria Machado[135]
- O filosofo Ricardo Cavaliere[136]
- Os historiadores Sérgio Buarque de Holanda,[137] José Honório Rodrigues[138] e Francisco Falcon.[139]
- Os antropólogos Gilberto Velho[140] e Eduardo Viveiros de Castro.[141]
- Os políticos Carlos Lacerda,[142] Índio da Costa,[143] Osvaldo Aranha,[144] Moreira Franco.[145]
- O educador Anísio Teixeira.[146]
- Os humoristas Cláudio Manoel, Hélio de la Peña, Hubert, Reinaldo, Beto Silva, Bussunda e Costinha.
- Os economistas Aloísio Pessoa de Araújo,[147] Carlos Lessa,[148] Joaquim Levy,[149]José Scheinkman,[150] Marcos Lisboa,[151] e Mário Henrique Simonsen.[152]
- O analista político Villas-Bôas Corrêa.[131]
- Os ministros Arnaldo Lopes Süssekind, Benjamin Eurico Cruz,Hélio Beltrão,Marco Aurélio Mello[153] e Herman Benjamin.[154]
- O geólogo Alexander Wilhelm Armin Kellner
- Os matemáticos André Nachbin, Arnaldo Garcia, Leopoldo Nachbin,[155] Elon Lages Lima, Artur Ávila e Jacob Palis.[156]
- Os físicos José Leite Lopes,[157] Carlos Bertulani,[158] Herch Moysés Nussenzveig,[159] Marcelo Gleiser.[160]
- Os químicos Augusto Cid de Mello Périssé[161] e Otto Gottlieb.[162]
- Os empresários e bilionários André Esteves[163] e Marcel Herrmann Telles.[164]
- O empreendedor: Fábio Coelho.[165]
- Artistas como Ângela Leal,[166] Ary Barroso,[167] Ivan Lins,[168] Mário Lago,[169] Miguel Falabella e Vinícius de Moraes.[170]
- O contraventor Castor de Andrade.[171]

### Movimento estudantil

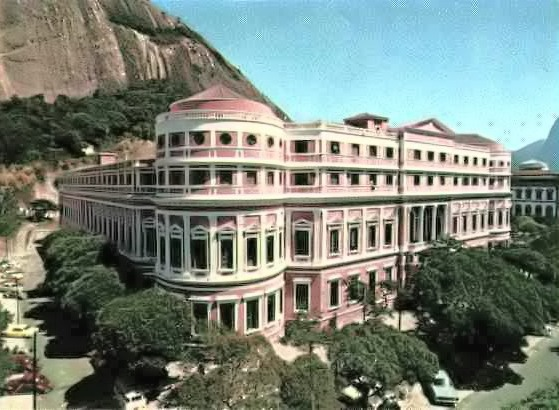
Prédio em que a Faculdade de Medicina funcionou até 1973, na Praia Vermelha.

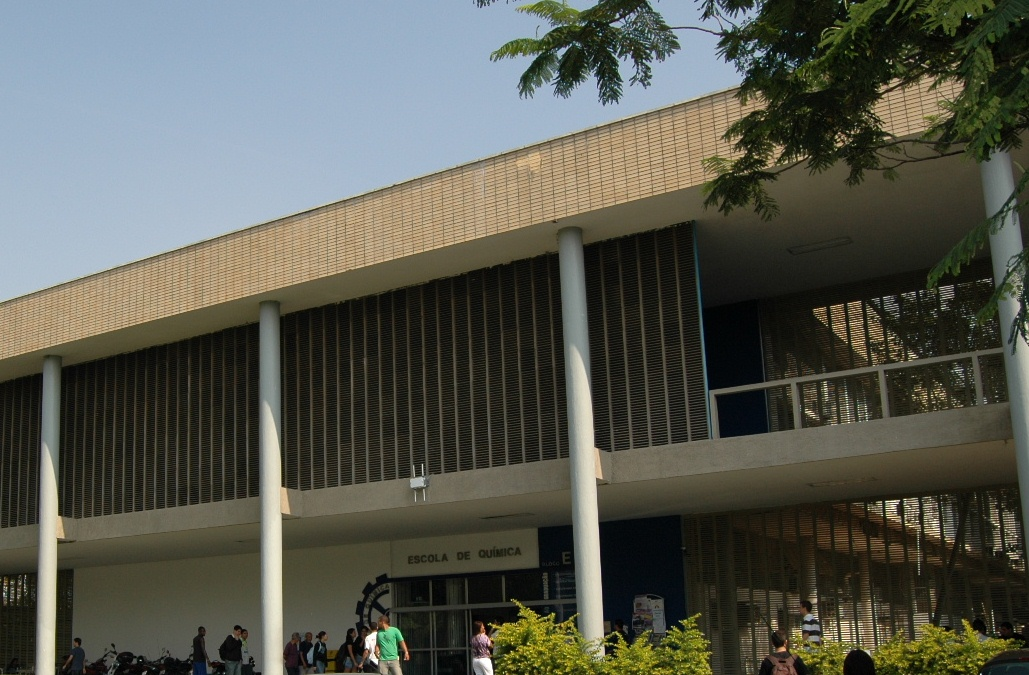
Escola de Química da UFRJ no Bloco E do Centro de Tecnologia da UFRJ.

Os discentes são representados pelo Diretório Central dos Estudantes Mário Prata (DCE) e pela Associação de Pós-Graduandos (APG-UFRJ). Fundado em 1930, sendo inclusive anterior à União Nacional dos Estudantes (UNE) (1937), acredita-se que tenha sido o primeiro DCE brasileiro. Foi uma entidade bastante representativa até que foi fechado pelo regime militar, em que várias lideranças do movimento estudantil foram assassinadas, entre elas, o estudante Mario de Souza Prata que era o então presidente do DCE. A partir de fins da década de 1970, quando ocorreu a gradual abertura política, os diretórios acadêmicos tiveram permissão para atuar novamente. Entre os diversos alunos que participaram da reativação do DCE, encontram-se Mário Furley Schmidt e alguns dos integrantes da Turma do Casseta & Planeta, como Marcelo Madureira, Beto Silva e Hélio de la Peña.
Além do DCE, a universidade possui centros acadêmicos (CAs) para cada curso, como o Centro Acadêmico Carlos Chagas da Faculdade de Medicina, o Centro Acadêmico da Engenharia da Escola Politécnica, o Centro Acadêmico Cândido de Oliveira da Faculdade de Direito, o Centro Acadêmico Max Planck do Instituto de Física e o Diretório Acadêmico da Escola de Química.
O trágico episódio conhecido como Massacre da Praia Vermelha foi um marco para o movimento estudantil brasileiro. Na madrugada de 3 de setembro de 1966, forças da ditadura militar invadiram o antigo prédio da então Faculdade Nacional de Medicina e, cruelmente, espancaram diversos estudantes que ali estavam abrigados.
Houve, também, depredação do patrimônio público, causando estragos em diversos laboratórios e setores da faculdade. Os cerca de 600 estudantes protestavam contra diversas ações do governo militar, como o fechamento da UNE, o aumento do preço das refeições e, ainda, reivindicavam a libertação do estudante de Direito Rodrigo Lima, preso durante 35 dias no Batalhão de Guardas do Exército.
Estudantes na madrugada de 23 de setembro de 1968, no prédio da Faculdade Nacional de Medicina, resistiram ás forças policiais do Exército Brasileiro. O episódio conhecido como "Massacre da Praia Vermelha" marca um importante momento da luta da Universidade por sua autonomia.— Conselho Universitário, Resolução de 24/08/2006

## Campi

### Rio de Janeiro

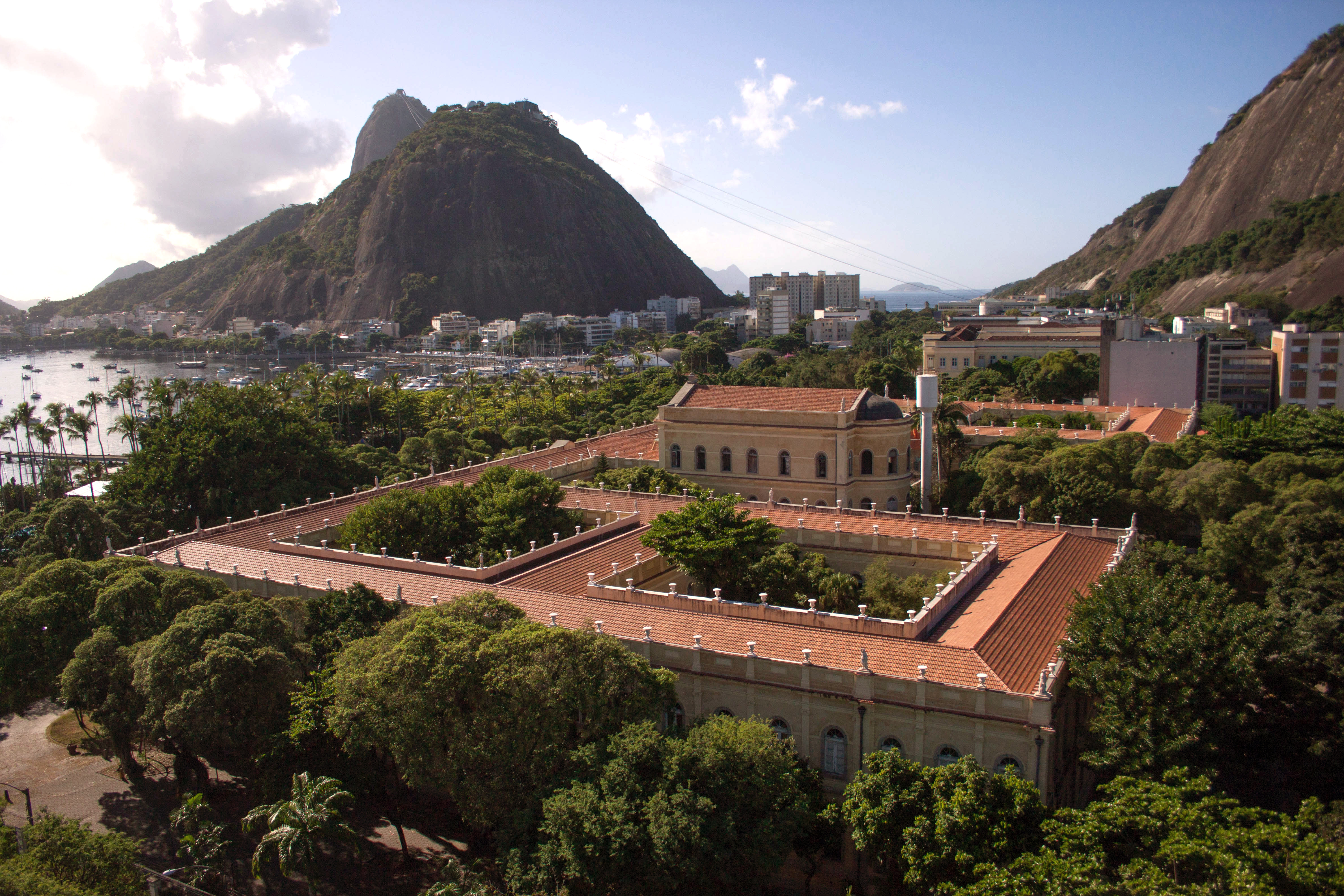
Palácio Universitário, principal prédio que compõe o câmpus da Praia Vermelha.

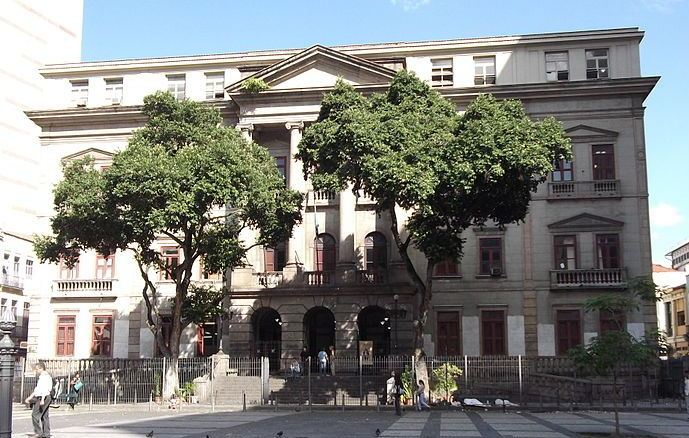
Prédio do Centro de Filosofia e Ciências Humanas e do Instituto de História no Largo de São Francisco de Paula.

A Ilha do Fundão localiza-se na margem oeste da baía de Guanabara. A principal infraestrutura da Universidade Federal do Rio de Janeiro é a Cidade Universitária, situada na Ilha do Fundão, Zona Norte do Rio de Janeiro, ocupando quase a totalidade de sua extensão. A Ilha foi criada na década de 1950 pela união de várias ilhas preexistentes por meio de aterros. Entretanto, as atividades acadêmicas deste câmpus só iniciaram-se em 1970. O projeto inicial previa que todos os cursos fossem transferidos para lá. O câmpus teve seus prédios construídos por grandes arquitetos modernistas brasileiros. Alguns dos projetos ganharam prêmios de arquitetura, caso do prédio que abriga a Faculdade de Arquitetura e Urbanismo, e a Escola de Belas Artes, projetado por Jorge Machado Moreira e premiado na IV Bienal de São Paulo.
O câmpus possui alojamento (com 504 quartos) para alunos de graduação, quatro restaurantes universitários (bandejões), centros esportivos e agências bancárias. Em 2010, foi inaugurada a Estação de Integração com o objetivo de oferecer maior segurança e comodidade à comunidade acadêmica. Por ali passam diversas linhas intercampi e internas transitando 24h por toda extensão da Cidade Universitária, oferecidas gratuitamente; além de linhas regulares municipais e intermunicipais que atendem a população oriunda da Baixada Fluminense e das regiões Metropolitana e Serrana.
O câmpus da Praia Vermelha, localizado na Urca, Zona Sul do Rio de Janeiro, concentra, principalmente, cursos ligados às ciências humanas. Seu prédio de maior destaque é o Palácio Universitário, construído em estilo neoclássico entre 1842 e 1852 para o Hospício Pedro II — inaugurado por Dom Pedro II dez anos mais tarde. Em 1949, o edifício foi cedido à Universidade do Brasil, que restaurou e adaptou as instalações para ser sua sede.
Já na região central do Rio de Janeiro, estão distribuídas diversas unidades isoladas. A Faculdade de Direito no Palácio do Conde dos Arcos que abrigou o Senado Federal; a Escola de Música instalada desde 1913 no antigo prédio da Biblioteca Nacional; o Observatório do Valongo no topo do Morro da Conceição; o Instituto de Filosofia e Ciências Sociais e o Instituto de História, situados no prédio que sediou a Escola Nacional de Engenharia, no Largo de São Francisco de Paula.
No Plano Diretor UFRJ 2010–2020 há um projeto de transformação do câmpus da Praia Vermelha em um grande centro cultural e de transferência da maior parte das atividades acadêmicas deste câmpus e das unidades isoladas para a Cidade Universitária, retomando o projeto inicial da Cidade Universitária de concentrar as atividades universitárias na Ilha. Isso tem gerado discussões na universidade pelo fato de boa parte dos alunos, professores e funcionários das unidades a serem transferidas não aceitarem a concentração destas na Cidade Universitária, visto a distância da Zona Sul à Zona Norte e o trânsito caótico da Linha Vermelha.
Aloísio Teixeira, então reitor e defensor da integração, argumentou que o Palácio Universitário não suporta mais a circulação de duas a três mil pessoas ao dia, estando os problemas da Cidade Universitária em seus acessos. Com o objetivo de sanar parte deste problema, em meados de 2010 foi iniciada a obra da primeira ponte estaiada do Rio, denominada Ponte do Saber, inaugurada no início de 2012 para receber diariamente 25 mil veículos.

### Duque de Caxias
Através do curso de graduação em Biofísica, no segundo semestre de 2008, a UFRJ iniciou suas atividades em Xerém, uma região com grande potencial industrial e tecnológico no município de Duque de Caxias. Com o objetivo de colaborar com o Inmetro, a Universidade estabeleceu parceria com a Prefeitura Municipal de Duque de Caxias e com a Fundação para o Desenvolvimento Tecnológico e Políticas Sociais. Atualmente são oferecidos, além de Biofísica, os cursos de Biotecnologia e Nanotecnologia, ambos implantados no primeiro semestre de 2010. Já no ano seguinte, deu-se início ao mestrado profissional em Formação Científica para Professores de Biologia, com o público-alvo licenciados em Ciências Biológicas que buscam atualização e aperfeiçoamento. Os alunos têm à disposição a infraestrutura e os laboratórios do Inmetro, apesar de muitos ainda realizarem seus estágios curriculares na Cidade Universitária, assim como a maioria dos docentes cujos laboratórios estão no câmpus sede. A inauguração do câmpus universitário em área do Inmetro cedida à UFRJ está prevista para meados de 2012.

### Macaé

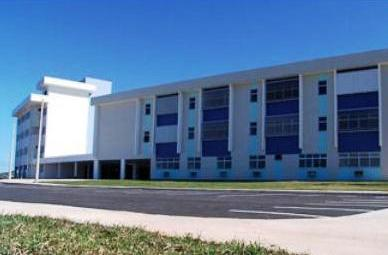
Complexo universitário do câmpus de Macaé no norte fluminense.

A presença da UFRJ em Macaé vem desde a década de 1980, em que pesquisadores do Instituto de Biologia realizavam pesquisas em lagoas da Região dos Lagos. Em parceria com a Prefeitura Municipal de Macaé, em 1994, foi instituído o Núcleo de Pesquisas Ecológicas de Macaé (NUPEM). O reconhecimento da presença e importância da universidade no município foi visível, tanto que a Prefeitura doou um terreno de 29 mil m² em que foi instalada a infraestrutura inicial, formando um centro universitário.
Em 2005, o NUPEM foi oficializado como órgão suplementar do Centro de Ciências da Saúde, e no ano de 2006, pela primeira vez se iniciou um curso de graduação presencial da UFRJ fora da Rio de Janeiro — a licenciatura em Ciências Biológicas na sede do NUPEM. Em 2007 a Prefeitura Municipal de Macaé inaugurou um complexo universitário, com dois prédios construídos, de um total de sete previstos, para receber cursos de graduação, pós-graduação e extensão, nesta solenidade ocorreu também a assinatura do Protocolo de Intenções entre a Prefeitura e a UFRJ para que em 2008 fossem iniciados os cursos de Química e Farmácia, aumentando para três o número de cursos oferecidos pela universidade em Macaé.

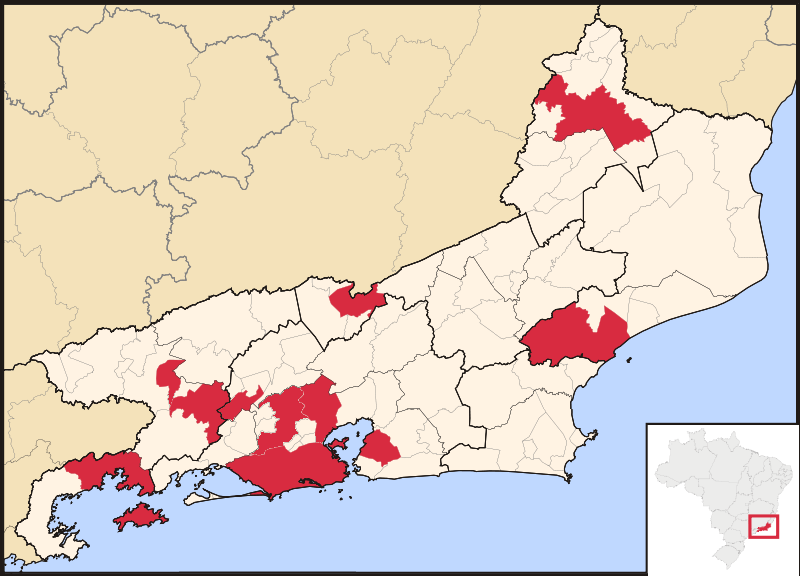
Mapa do estado do Rio de Janeiro mostrando os municípios com atuação da UFRJ (em vermelho).

Na atualidade, o câmpus está distribuído fisicamente em três polos (Universitário, Barreto e Ajuda) em que são ofertados os seguintes cursos de graduação: Licenciatura Ciências Biológicas, Bacharelado em Ciências Biológicas, Licenciatura em Química, Bacharelado em Química, Enfermagem e Obstetrícia, Engenharia (Produção, Civil e Mecânica), Farmácia, Medicina e Nutrição. O câmpus também conta com dois programas de pós-graduação, em Ciências Ambientais e Conservação e em Produtos Bioativos e Biociências. O nome do ex-reitor Aloísio Teixeira — que dirigiu a instituição entre 2003 e 2011 — passou a integrar a denominação do câmpus em 2012, passando a ser chamado de Campus UFRJ–Macaé Professor Aloísio Teixeira, em homenagem a uma figura decisiva no processo de interiorização da universidade.

### Polos de Educação a Distância
Os cursos à distância funcionam através do consórcio do Centro de Educação Superior a Distância do Rio de Janeiro (CEDERJ), firmado entre a UFRJ e as seguintes instituições: Universidade Federal do Estado do Rio de Janeiro (UNIRIO), Universidade Federal Fluminense (UFF), Universidade Federal Rural do Rio de Janeiro (UFRRJ), Universidade do Estado do Rio de Janeiro (UERJ), Universidade Estadual do Norte Fluminense Darcy Ribeiro (UENF) e Centro Federal de Educação Tecnológica Celso Suckow da Fonseca (CEFET/RJ).
Ministrados na modalidade semipresencial, em que é necessária a participação de alunos em determinadas atividades presenciais, a UFRJ oferece os cursos de Licenciatura em Ciências Biológicas, Física e Química. Ao final do curso, o aluno recebe o diploma igual ao do aluno presencial da universidade que é matriculado, de acordo com o polo escolhido. O ingresso é por meio do vestibular do próprio consórcio. Os polos com atuação da UFRJ estão instalados nos seguintes municípios: Angra dos Reis, Duque de Caxias, Itaperuna, Macaé, Nova Iguaçu, Paracambi, Piraí, Rio de Janeiro, São Gonçalo, Três Rios e Volta Redonda.

### Parque Tecnológico do Rio

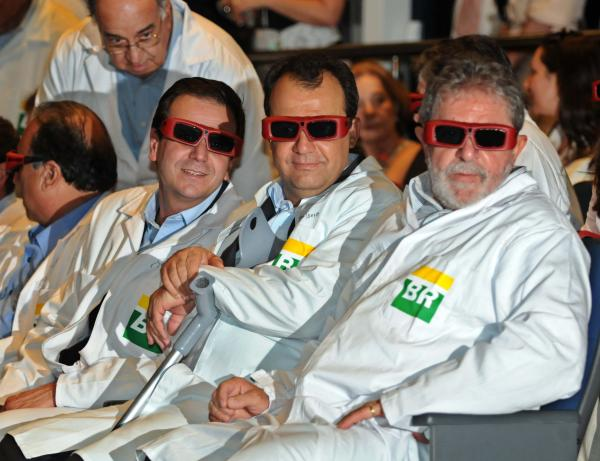
O presidente do Brasil Luiz Inácio Lula da Silva, o ex-governador do Rio de Janeiro Sérgio Cabral Filho, e o prefeito do Rio de Janeiro Eduardo Paes, em visita ao CENPES.

Na Cidade Universitária está instalado o Parque Tecnológico do Rio, um complexo tecnológico voltado para pesquisas em energia, petróleo e gás. Em parceria com a Petrobras, a UFRJ objetiva transformar a área de 350 mil m² no maior centro global de pesquisa tecnológica do setor petrolífero, tendo em vista que a exploração do pré-sal necessita de desenvolvimento de novas tecnologias. Talvez, seja por isso que comparações com o Vale do Silício, na Califórnia, tornaram-se comuns. Destacam-se:
- Centro de Pesquisas Leopoldo Américo Miguez de Mello (CENPES): criado em 1963, é uma unidade da Petrobras responsável pelas atividades de pesquisa e desenvolvimento (P&D) e engenharia básica da empresa; é o maior polo de pesquisa sobre petróleo do hemisfério sul.[226]
- Centro de Pesquisas de Energia Elétrica (CEPEL): criado em 1974, faz parte do grupo Eletrobrás e tem mais de 30 anos em P&D relacionado à geração, transmissão e distribuição de energia elétrica. É considerado o maior centro de pesquisas em energia elétrica do hemisfério sul.[227]
- Centro de Tecnologia Mineral (CETEM): criado em 1978, é um instituto de pesquisa do Ministério da Ciência, Tecnologia e Inovação (MCTI) que atua no desenvolvimento tecnológico mineral.[228]O Centro de Pesquisa e Desenvolvimento Leopoldo Américo Miguez de Mello (Cenpes) é um dos maiores complexos mundiais de pesquisa aplicada em energia  Localizado na Ilha do Fundão.

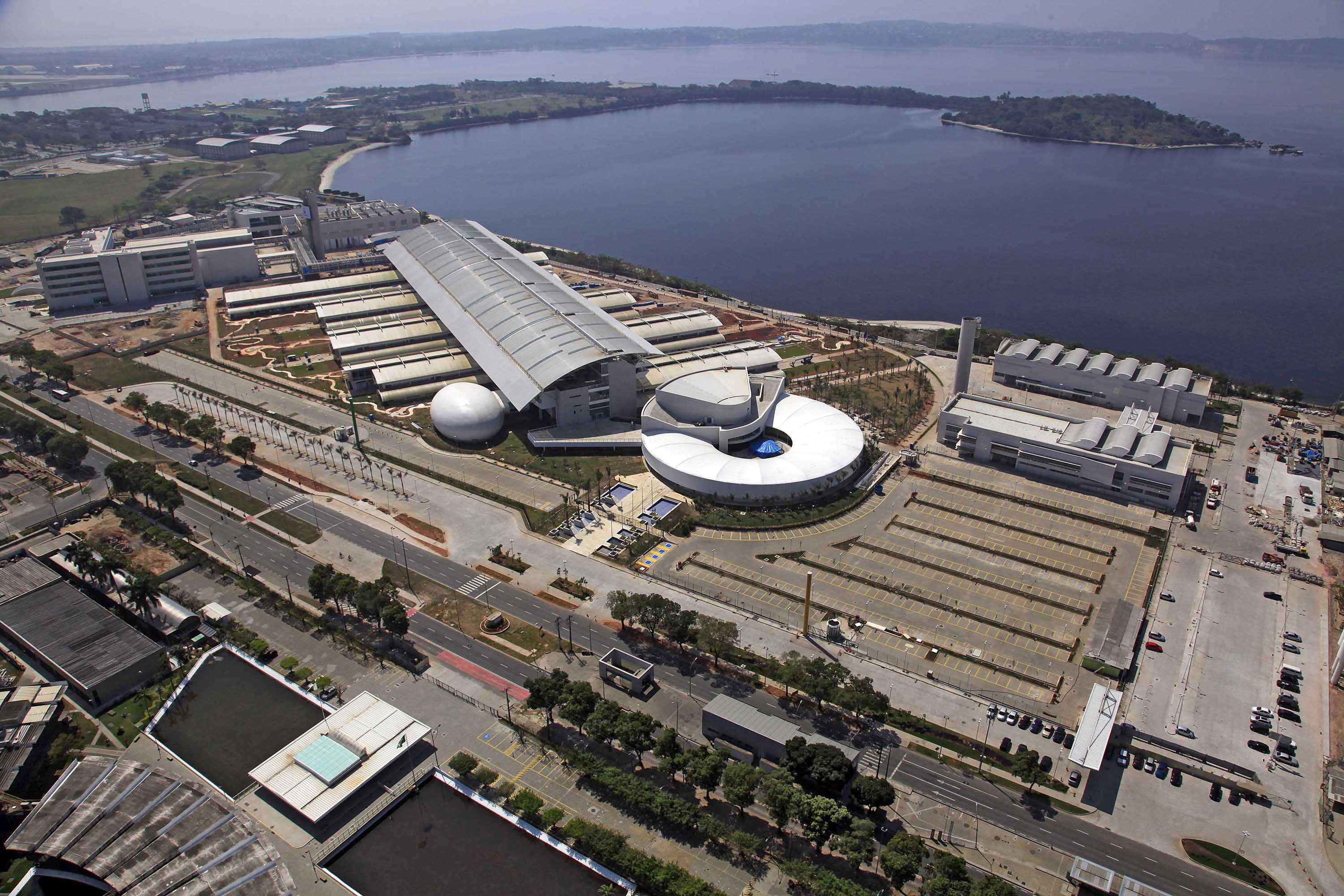
O Centro de Pesquisa e Desenvolvimento Leopoldo Américo Miguez de Mello (Cenpes) é um dos maiores complexos mundiais de pesquisa aplicada em energia Localizado na Ilha do Fundão.

- Centro Tecnológico Global da General Electric (GE): está em processo de construção, com previsão de inauguração em 2013, devido a isso, atualmente, a General Electric utiliza as dependências do prédio do Centro de Excelência em Tecnologia da Informação e Comunicação (CETIC).[229][230] Centro Tecnológico Global da General Electric (GE): está em processo de construção, com previsão de inauguração em 2013, devido a isso, atualmente, a General Electric utiliza as dependências do prédio do Centro de Excelência em Tecnologia da Informação e Comunicação (CETIC).[229][230]
- Instituto Alberto Luiz Coimbra de Pós-Graduação e Pesquisa em Engenharia (COPPE): órgão suplementar da universidade, é o maior centro de ensino e pesquisa em engenharia da América Latina,[231] destaca-se por possuir o maior e mais profundo tanque oceânico do mundo, usado para simular condições marítimas.[232][233]

Há também o Centro de Excelência em Gás Natural (CEGN), o Instituto de Engenharia Nuclear (IEN), o Núcleo de Tecnologias de Recuperação de Ecossistemas (NUTRE) e um centro de realidade virtual vinculado ao Laboratório de Métodos Computacionais em Engenharia (LAMCE). Outras empresas já estabeleceram centros de pesquisa na Cidade Universitária, como L'Oréal, Siemens AG, Usiminas, Schlumberger, Baker Hughes, FMC Technologies, Repsol YPF, Halliburton e Tenaris Confab. Ainda estão sendo abertas licitações para a construção de novos centros de pesquisa e uma torre para abrigar até cem empresas. O projeto do Parque já atraiu mais de 200 empresas de pequeno e médio porte, que agregam alto valor tecnológico.

## Projetos

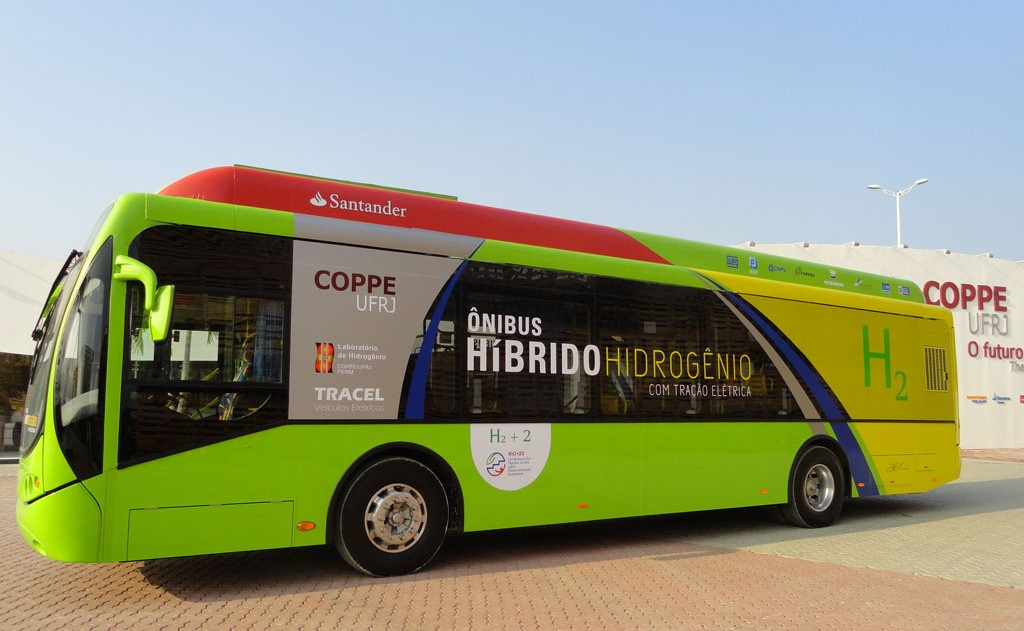
Projeto do H2+2, um ônibus híbrido a hidrogênio com tração elétrica desenvolvido pelo Instituto Alberto Luiz Coimbra de Pós-Graduação e Pesquisa em Engenharia em exposição na Rio+20.

### Ônibus híbrido H2+2
O H2+2 é um ônibus híbrido movido a energia elétrica, obtida de bateria abastecida na rede e complementada com energia produzida a bordo, por meio de pilha a combustível alimentada com hidrogênio. É um veículo silencioso, com eficiência energética maior que a dos ônibus a diesel e com emissão zero de poluentes. Com tecnologia 100% nacional, o veículo foi lançado durante a Rio+20, o evento promovido pela Organização das Nações Unidas (ONU) em 2012, no Rio de Janeiro.

### Editora UFRJ
No ano de 1986, foi fundada a Editora UFRJ, visando que a universidade tivesse um braço editorial para publicações impressas. Desde sua fundação, a editora já venceu importantes prêmios como o Jabuti, principal prêmio literário do país. Em 2014, a editora ganhou uma livraria no bairro de Botafogo.

### UFRJ Mar
O UFRJ Mar é um projeto desenvolvido no litoral do estado do Rio de Janeiro abrangendo diversas áreas do conhecimento, como Educação Física, Engenharia, Ciências Biológicas e Geociências. O projeto utiliza um dos mais completos conjuntos de laboratórios para ensino e pesquisa de estudos marítimos e costeiros no desenvolvimento de soluções para os problemas que enfocam o mar como meio ambiente e fonte de recursos.

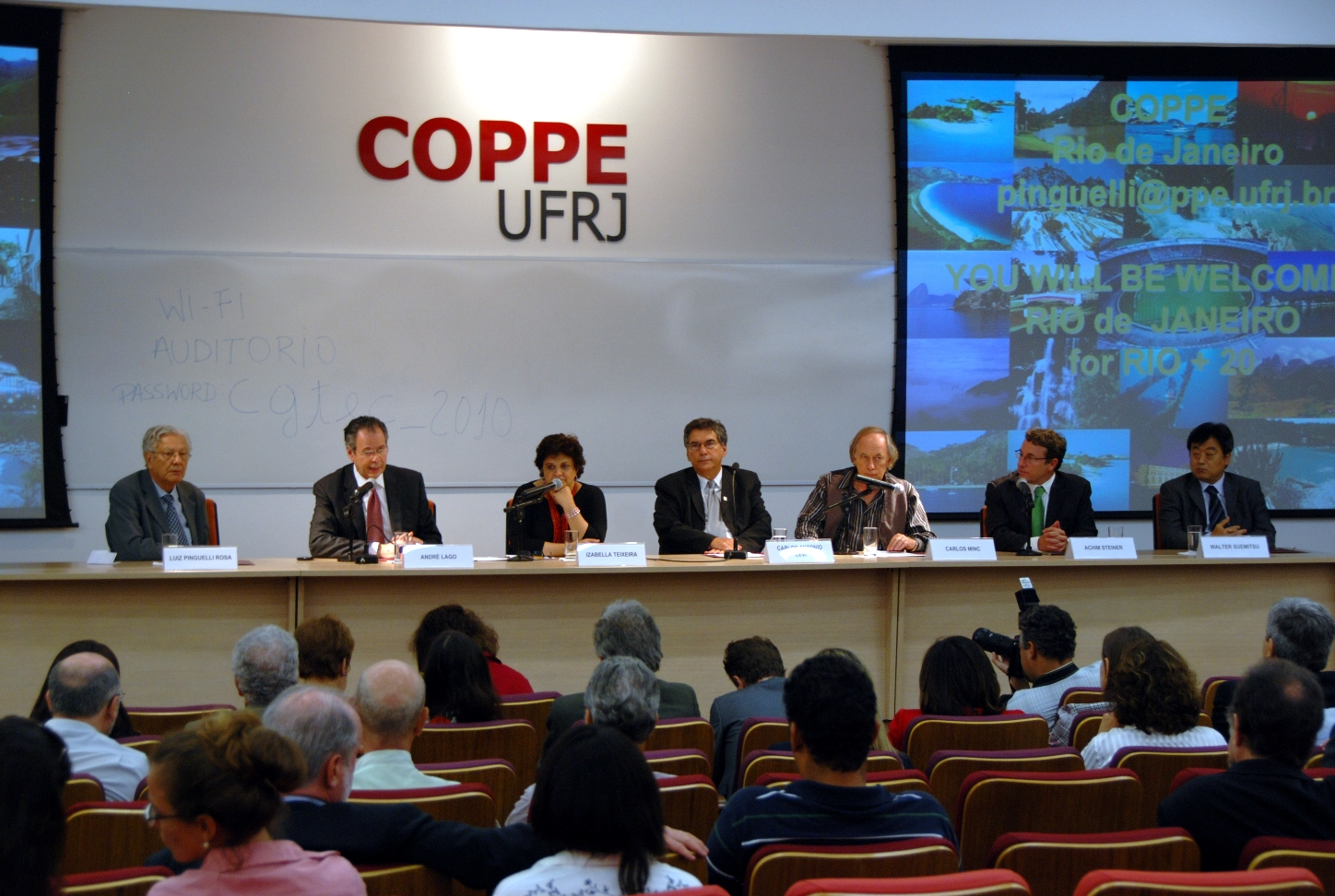
Inauguração do Parque Tecnológico da Universidade Federal do Rio de Janeiro

### Conhecendo a UFRJ
O Conhecendo a UFRJ é um evento que ocorre anualmente durante dois dias na Cidade Universitária, em que estudantes do ensino médio vivenciam o dia-dia da universidade através de palestras e visitas guiadas pelo câmpus.

### Usina de Ondas
Desenvolvido pela COPPE com apoio do Governo do Ceará a Usina de Ondas do Pecém é a primeira da América Latina e coloca o Brasil em um seleto grupo de países com conhecimento para extrair energia elétrica das ondas do mar. Fabrica com tecnologia 100% brasileira, está localizada a 60 km de Fortaleza no quebra mar do Porto de Pecém. O projeto dos pesquisadores do Laboratório de Tecnologia submarina da COPPE foi concebido em módulos o que permite a ampliação da capacidade da usina.

### MagLev Cobra

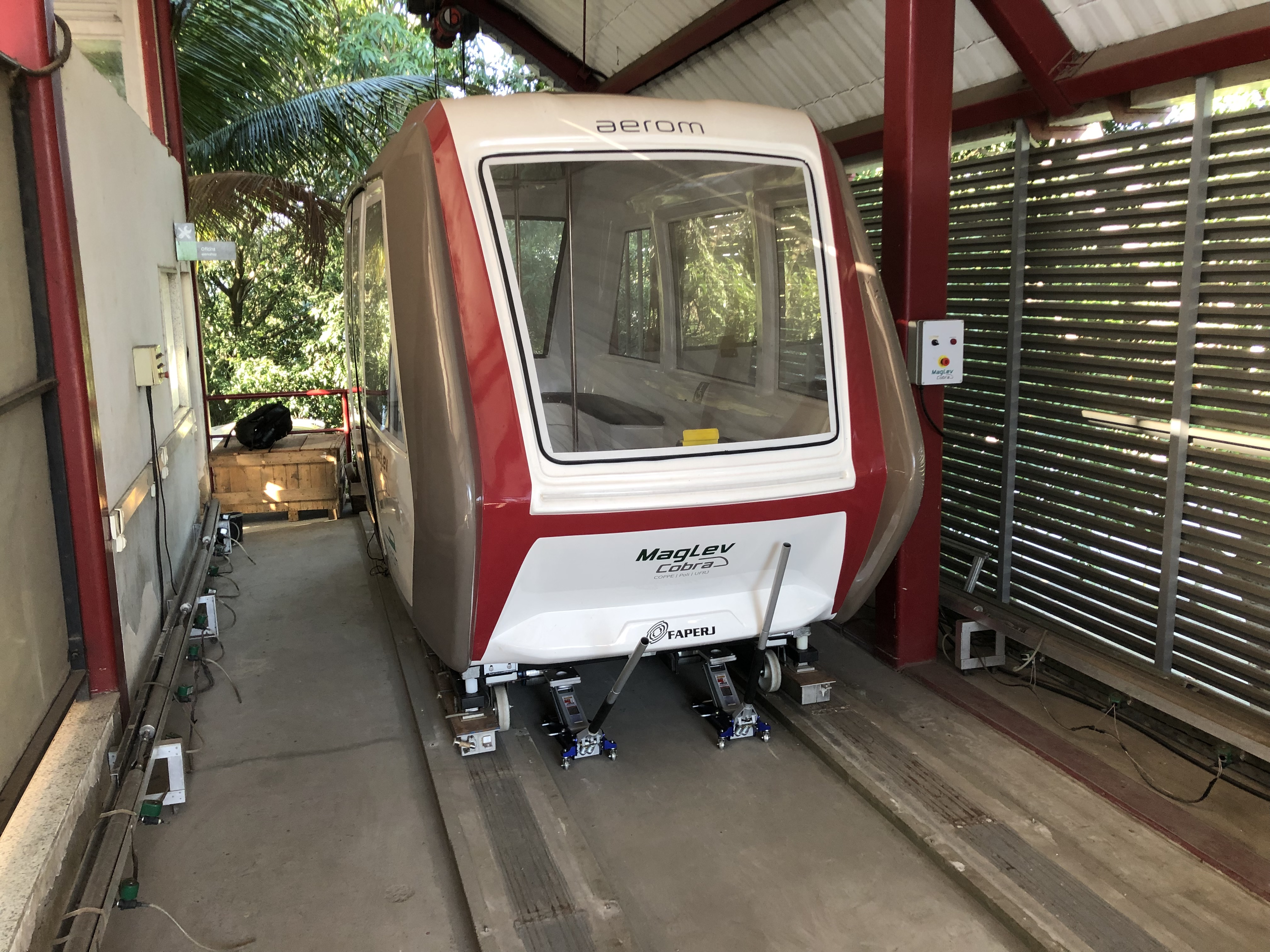
Protótipo de segunda geração do trem de levitação magnética da Coppe/UFRJ, MagLev-Cobra.

O Maglev Cobra é um trem de levitação magnética desenvolvido na UFRJ (Universidade Federal do Rio de Janeiro) pela Coppe (Instituto Alberto Luiz Coimbra de Pós-Graduação e Pesquisa em Engenharia) e pela Escola Politécnica através do LASUP (Laboratório de Aplicações de Supercondutores). O trem brasileiro, assim como o maglev alemão, flutua sobre os trilhos, tendo atrito apenas com o ar durante seu deslocamento.
O Maglev Cobra se baseia em levitação, movendo-se sem atrito com o solo através de um motor linear de primário curto. O veículo foi concebido visando uma revolução no transporte coletivo através da alta tecnologia, de forma não poluente, energeticamente eficiente e de custo acessível para os grandes centros urbanos.
O custo de implantação do Maglev Cobra é significativamente menor do que o do metrô, chegando a custar apenas um terço deste. Sua velocidade normal de operação ocorrerá dentro de uma faixa de 70 a 100km/h, compatível à do metrô e ideal para o transporte público urbano.

### O maior tanque oceânico do mundo

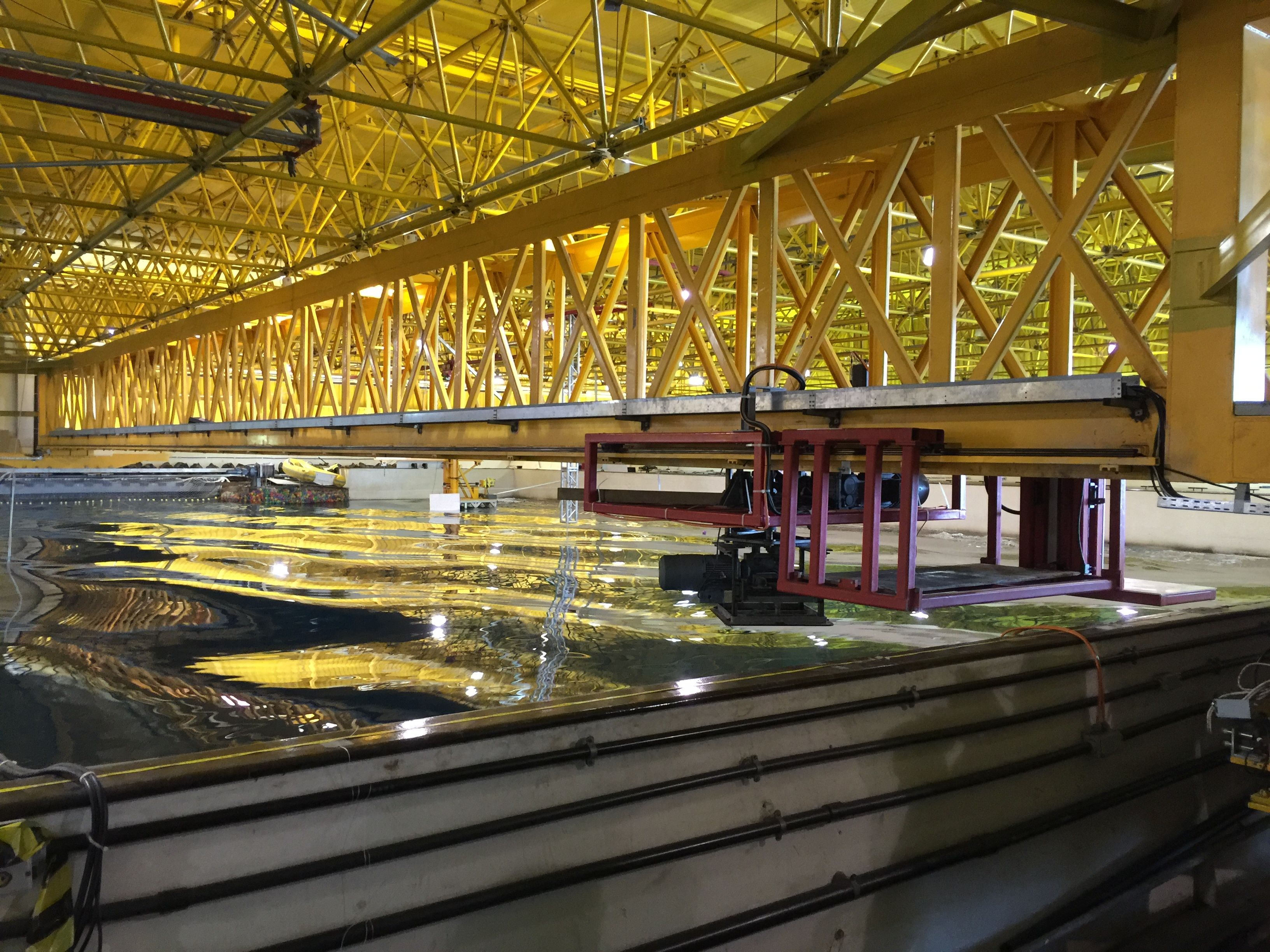
Tanque oceânico da Coppe/UFRJ.

O Laboratório de Tecnologia Oceânica (LabOceano), é uma instalação de pesquisa de destaque internacional, projetada para reproduzir as condições do ambiente marinho e simular fenômenos que ocorrem em lâminas d'água superiores a 2.000 metros de profundidade. O laboratório representa um recurso estratégico para o Brasil, cuja maior parte das reservas de petróleo está localizada em águas marítimas, e atende às demandas das indústrias petrolífera e naval.
O tanque oceânico do LabOceano possui capacidade para 23 milhões de litros de água e altura equivalente a um prédio de oito andares. Sua estrutura inclui uma profundidade de 15 metros, além de um poço central com mais 10 metros adicionais, totalizando 25 metros. Este equipamento está entre os mais avançados do mundo, sendo comparável apenas a duas outras instalações similares: o Marintek, na Noruega, com 10 metros de profundidade, e o Marin, na Holanda, com 10,5 metros. O LabOceano é um exemplo da excelência em pesquisa e inovação tecnológica desenvolvida na universidade.

## Ver também

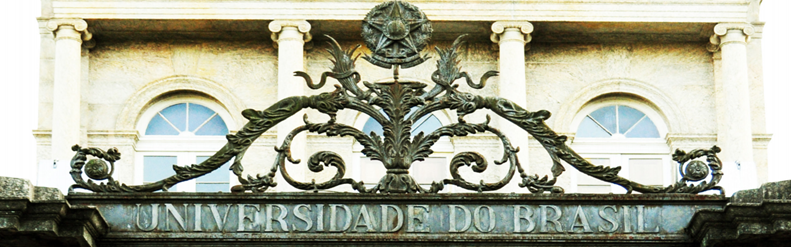
Portal do Palácio Universitário da UFRJ